# 盧武鉉
卢武铉（：／ No Mu-hyeon，1946年9月1日—2009年5月23日），韩国第16任总统，从政前曾任法官、律师。卢武铉出身寒门，由于家境贫穷，他读完初中后，没能继续读普通高中而是去可以提供奖学金的釜山商业高中。职业高中成為他最后的学历，这使得他成为韩国历史上学历最低的总统。他也因此被称为“平民总统”、“草根总统”。
从未进过大学法学院的卢武铉，经过近十年的顽强自学苦读，最终通过司法考试，成为一名法官。由于兴趣偏好，他做法官不久后就改作律师。全斗焕军政府时期，卢武铉在一次偶然的机会，成为“釜林事件”的辩护律师，从此走上人权律师的生涯。1988年，在金泳三的提议下，卢武铉加入统一民主党，并当选韩国第13届国会议员。2002年12月，他在韩国第十六届总统大选中击败大国家党候选人李会昌成为大韩民国总统。就任总统初期，由于反对派控制着超过半数的国会席位，卢武铉的各项改革政策在执行上举步维艰。卢武铉的亲信在其竞选期间收受政治金被曝光后，使他陷入信任危机。在一次电视座谈会上，他因为说了“我期望国民大力支持开放国民党”，而被指责违反《选举法》中立原则，导致党政危机，最终被国会弹劾。不过，反对派的弹劾斗争在韩国民众中产生反面效应，支持卢武铉的新成立政党开放国民党，在新一届的国会选举中一跃成为国会第一大党。卢武铉的职务在韩国宪法法院驳回弹劾案后也得到恢复。
卢武铉把他的政府称为“国民参与政府”，通过“扩大国民的参与”实现“国家的均衡发展”和“东北亚的和平与繁荣”。卢武铉在稳定中求改革，在行政改革方面，他提出建设“能干的政府”和“适度规模的政府”；在经济改革方面，他试图建立公正、透明、健康的市场秩序。执政期间，卢武铉在前韩国总统金大中“阳光政策”的基础上，提出“和平繁荣”的对朝政策。2007年10月2日至4日，卢武铉与夫人权良淑徒步跨过韩朝军事分界线在平壤与朝鲜劳动党总书记金正日召开第二次韩朝首脑会晤，并签署《北南关系发展与和平繁荣宣言》。他坚决反对美国对朝鲜进行制裁和封锁，主张修改驻韩美军地位协定，要求美军撤出首尔，收回战时指挥权，打造自主国防。他通过发展与美、日、中、俄四国的“均衡外交”，寻求使韩国成为东北亚的“均衡者”。
卢武铉倡导清廉政治，但卸任后遭到离职审查，于2009年5月23日在李明博政府对其受贿调查期间跳崖自杀，对韩国社会产生巨大冲击。美国《纽约时报》等媒体认为卢武铉是韩国现任政府清算前任政府、权威主义的牺牲品。2013年韩国Research View开展的一份民调显示，在对朴正熙、金大中、卢武铉、李明博和朴槿惠5名韩国前任及现任总统的好感度调查中，卢武铉名列第一。有观点认为卢武铉的死不是韩国民主的失败，而是韩国政治走向清廉的一个新起点。
卢武铉的座右铭是“严于律己，宽以待人”。他最尊敬的人是美国总统亚伯拉罕·林肯，并著有《卢武铉见到的亚伯拉罕·林肯》一书。他认为自己与林肯一样都是出身寒门，经过自学苦读成为律师，并在议员竞选多次落选后当选总统。他希望自己能像林肯那样以“低姿态的人，谦逊的权力”造就“强大的国家”。

## 出身与教育
卢武铉1946年9月1日出生于韩国庆尚南道金海市进永邑本山里烽下村，在家中最小的孩子。卢武铉的父亲卢判石和母亲李顺礼都是普通农民。卢武铉原籍光州，为光州卢氏家族光州系的第32代子孙，祖籍中国浙江东阳市。据说他的第十六代祖先曾任过丞相，而第十代祖先海隐公因为被国王误解而来此隐居，经第九代祖先（庆南固城），从第八代祖先开始定居在金海:1-2:53-54。

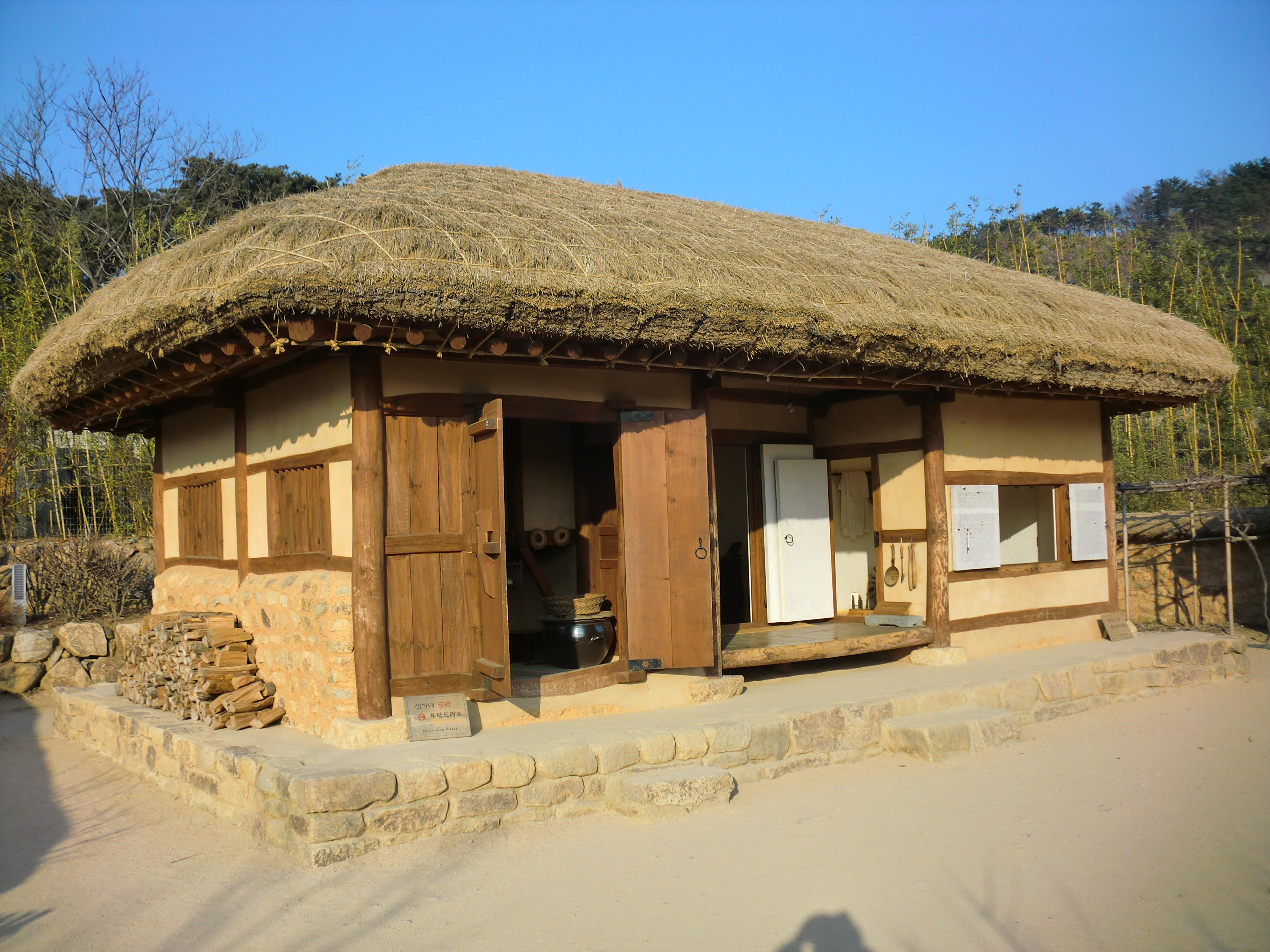
卢武铉故居

卢武铉6岁的时候就能背诵《千字文》，还能比较工整地写出来。上小学的时候，卢武铉一直保持第1、2名的成绩，并曾获得通常只授予为数极少的品学兼优学生的教育监奖:5:57。1959年，卢武铉升入初中，学习成绩依旧优秀。但在他读完初中二年级时，由于家里没钱支付学费，他不得不休学一年。卢武铉的大哥卢英铉是当时进永邑唯一一位上大学（釜山大学法律系）的人，是他的榜样。为了交纳卢英铉的学费，卢家里卖掉唯一的房子，全家人不得不借用别家人的偏房居住。上初中三年级的时候，卢家已经一贫如洗，无力供他升学。无奈之下，卢武铉放弃升入高中，而是选择可以提供奖学金的釜山商业高中:8-9:61。
在釜山读书期间，卢武铉白天上学，晚上在一家公司打工，每天吃泡面度日。为解决住宿问题，他有时寄宿在姐姐或朋友家里，有时甚至睡在学校教室的地板上。生活的艰辛，前途的迷茫曾使他一度自暴自弃，抽烟、酗酒，成绩由第一年的第6名，下降到年级29名:10:61。所幸的是，卢武铉高三的时候突然觉醒，重新埋头于学业。虽然吃住时常没有着落，他还是以出色的成绩完成学业。不过卢武铉再也没有接受高等教育的机会，釜山商业高中成了他最后的学历，他也因此成为韩国历史上学历最低的总统:10。

## 律师生涯

### 自学考试
受他大哥的影响，卢武铉釜山商业高中毕业后不久决心自学法律参加司法考试。为了维持生活和筹钱购买书籍，卢武铉曾在蔚山的工地打工，或是与他二哥一起经营果园。1966年10月，他司法考试资格获得通过。在1967年和1968年，卢武铉的两个哥哥也分别通过5级公务员考试，当上税务局的公务员，家境开始好转。:10-12:78:115-116
1968年3月8日，23岁的卢武铉正式入伍。服役期间的他配屬於陸軍第12步兵師，曾任夜間情報兵和其營长盧武植（노무식）的勤务兵。盧營长回忆说他“每当有时间就看书，打扑克、下棋之类的娱乐性活动从不参加，但没有表现出准备考试时学习的那种书呆子形象”。1971年，卢武铉退役回到家中，继续准备司法考试。同年10月，他在司法考试的第一考中顺利通过，不过在随后的两次考试中均落榜:13:79。
1973年1月，卢武铉与同村的姑娘权良淑结婚。两人的婚事最初遭到双方家长的反对。由于权良淑已故的父亲是左派分子，曾因左派活动被逮捕入狱，后死在狱中，卢家担心找个“麻烦亲家”会影响儿子将来的司法事业。而权家则担心卢武铉自学七年，连个工作都没有，能否考上都是个未知数，女儿嫁过去会喝西北风。面对双方家长的反对，两人“先斩后奏”，权良淑不久就怀上孩子，双方家长只好成全这桩婚事。两人结婚4个月，权良淑就生下儿子建昊，后来两人又添了女儿静研:28-29:68-69。1975年3月27日，从未进过法学院的他经过十年的努力最终通过第17期的考试。:29-30:70-71

### 起初的律师生涯
司法考试合格后，卢武铉开始两年的司法实习。1977年，他开始在大田市地方法院担任法官:14。卢武铉认为法官是个枯燥单调的工作，做上头交代的事，不能发挥个人的主观能动性。他写不好判决书，他的判决书总是被部长改得面目全非。他因此越来越对写判决书没有兴趣，整天被律师请来请去吃吃喝喝:121。8个月后，卢武铉辞去法官的职务，开始他认为更能发挥自己能动性的职业律师生涯:14。
卢武铉作律师工作认真负责，诚实守信，因此在当地的律师界赢得很好的名声，被称为“卢辩”。由于他釜山商业高中的出身，卢武铉在税务、会计方面的业务如鱼得水。他负责民事案中规模较大的税金、财产继承等案件，胜诉率在90%以上。这时的卢武铉还喜欢上帆船运动，后来还担任当地帆船协会的会长，是个“能赚钱也会玩”的律师。1982年，因在大学参加示威活动而没能取得法官和检察官录用资格的文在寅律师加入卢武铉的律师事务所。文在寅成为卢武铉的左膀右臂和一生的挚友。他曾在卢武铉的推荐下参加釜山市长的竞选，后来在卢武铉政府担任青瓦台秘书室长。:15:81-82

### 人权律师
1981年，釜山发生史上最大的容共捏造事件——“釜林事件”。22名釜山地区的大学生和活动家被全斗焕独裁政府以传阅危险书籍、非法集会、窝藏犯人等罪名逮捕。原本该负责此案的律师由于涉嫌与被逮捕人员有关无法出面，卢武铉被选为其替身。卢武铉此前从未办理过政治犯的辩护。但与被告接触后，他受到极大的震撼，为维护被拘留者权益与检察官斗争6个月，期间甚至遭到死亡威胁。此次“釜林事件”使他从一名“能赚钱的律师”一跃成为著名的“人权律师”，成为他人生的一大转折点:16-17:87。1982年，卢武铉又参与了对“釜山美国文化院放火事件”反美学生的辩护:18:88。1984年，卢武铉成立公害问题研究所，并开始积极参与釜山地区的各种民主运动，并为底层民众提供免费的诉讼服务:15:88。
1987年韩国“六月民主运动”期间，卢武铉担任民主宪法争取国民运动本部釜山本部的常任执行委员长，成为釜山民主运动的核心人物。1987年2月7日，民主阵营准备为民主烈士朴钟哲举行追悼会，遭到警察包围。卢武铉为保护市民和学生在警察和群众之间静坐，被催泪弹袭击，后被警方带走。当晚，集会演变成了数万余人参加的街头示威。警察申请对他的拘捕令。但当天受理申请的韩基春审判长以卢武铉是有名的律师，不存在逃走或毁灭证据的可能为由，驳回申请。此后，检察官走访其它审判长，并四次请求批准逮捕令，但均遭到驳回。最终卢武铉被释放。被释放后，卢武铉以非法监禁和渎职罪为由，起诉釜山地检公安部长和次长级检察官等人:18-21:90-93。同年9月，巨济市发生大宇造船厂罢工事件。工会在对被催泪弹击中身亡的李石奎进行尸检时，请来了卢武铉。他在举行葬礼前为工人的薪水与官方展开了背水一战，后被以“支持非法罢工”为由被捕。虽然於23天后獲释，但检察机关再次提起了不拘留诉讼。同年11月，他被剥夺了6个月的律师权:21:96。

## 步入政坛
从1981年的“釜林事件”到1987年“李石奎事件”，卢武铉因这些“抗議行动”和“牢狱之灾”而声望日益提高。1987年，卢武铉正式步入政坛。1988年韩国第13届大选前夕，卢武铉在韩国前总统金泳三的提议下，加入统一民主党，并当选韩国第13届国会议员。在1988年11月7日至9日举行的追究全斗焕前总统任内违法行为的第五共和国听证会上，卢武铉严厉追究前国家安全企划部长张世东、前總統警護室室長安贤泰及现代集团会长郑周永等人，使他一夜成名，成为政坛新秀。:22:99-100:92-93
1990年初，时任韩国总统卢泰愚通过拉拢金钟泌和金泳三，实现民正党、统一民主党、共和党的三党合并。卢武铉认为金泳三是民主阵营的“叛徒”、“没有历史意识的人”。留在“小民主党”的他参了与金大中平民党的在野党合并，并成为合并民主党的首位发言人。从此，卢武铉与金大中结下不解之缘，直至问鼎总统宝座。1992年，卢武铉成为金大中选举宣讲团团长，1993年3月，成为民主党最年轻的最高委员。卢武铉与金泳三决裂的代价是巨大的，以釜山为选区的他在1992年竞选国会议员时失利。1995年，卢武铉放弃优势选区首尔，执拗地在釜山竞选釜山市长，以挑战韩国根深蒂固的地域主义，但是还是失败。1998年，他在首尔选区夺回议员的席位。2000年，他又一次向釜山选举冲刺，但再一次落选。卢武铉多次放弃优势选区专啃硬骨头的政治冒险行为，也给他招来“傻瓜卢武铉”的绰号。与此同时，一些选民也被他的艰辛经历和不懈精神所感动，成立了韩国第一个政治人士支持者俱乐部“爱卢会”。:23-24:101-102:129-131
2000年8月，时任韩国总统金大中重用卢武铉，任命他为海洋水产部部长。2001年4月，卢武铉出任新千年民主党常任顾问和最高委员，进入该执政党的领导层。:24:103

## 竞选总统
2002年3月9日，卢武铉在金大中的支持下，宣布参加新千年民主党总统候选人的竞选。当时，李仁济的风头正劲，“乡下人”卢武铉并不被看好，只得到一名议员的支持。但卢武铉不甘示弱，再度发扬“小辣椒更辣”的精神，使自己赢得更多的支持。他经常说他最尊敬的人是美国总统林肯，并著有《卢武铉见到的亚伯拉罕·林肯》一书。他认为他与林肯一样都是寒门出身，经过自学苦读成为律师，并在议员竞选多次落选后参加总统竞选。此外，“南北统一”和“东西和解”的政治哲学也非常相似。卢武铉说：“林肯用‘卑微的人’、‘谦逊的权力’造就‘强大的国家’、书写了‘正义终将胜利’的历史。我从林肯总统那里获得这样的信心与勇气。”凭着这样坚毅的性格，2002年4月27日卢武铉在7位候选人中脱颖而出，出乎意料地以高票击败夺标呼声最高的李仁济，成为新千年民主党总统候选人。韩国媒体将卢武铉在政坛刮起的风暴称为“卢旋风”。:105

### 联合郑梦准
在韩国第16届总统竞选中，卢武铉面临着大国家党候选人李会昌和国民联合21党候选人郑梦准两位强大对手。李会昌出身名门望族，曾历任韩国国务总理、最高法院法官。郑梦准是现代集团创始人郑周永的第六个儿子，韩国足协会长，国际足联副主席，韩国国会议员，世界最大造船厂现代重工的第一大股东，拥有首尔大学经济学学士、美国麻省理工学院和霍普金斯大学的硕士、博士学位。郑梦准曾为韩国举办2002年世界杯立下汗马功劳。韩国队历史性地杀入世界杯四强后，他在韩国民众心中赢得极高的威望。:41-45:123-126
2002年11月8日至9日，韩国《中央日报》的民意测验显示李会昌、郑梦准、卢武铉的支持率分别为36.8%、21.8%、21.1%。由于金大中创建的新千年民主党受到一系列腐败风波的冲击，党内出现分裂，十几名议员退出新千年民主党，他们对本党候选人卢武铉毫无信心。面对三足鼎立的局面，新千年民主党和国民联合21党认识到如果各自为战，两党都不是大国家党的对手，只有联合在一起才可能赢得大选。新千年民主党和国民联合21党都支持对朝鲜的友好政策，一旦保守的大国家党赢得选举，很可能对朝鲜实行强硬政策。关键时刻，卢武铉找到郑梦准，提出联手参加竞选。11月22日，两党最终就联手推出一名总统候选人达成一致。11月24日深夜，韩国两家民调机构开展对卢武铉和郑梦准支持率的测验，其结果是卢武铉以46.8%对42.2%胜出。郑梦准因此拱手将竞选总统的机会让给卢武铉。:45-47:128-130

### 赢得大选
两党联合推出单一候选人是“成功的赌博”，民意测验显示卢武铉的支持率开始超过大国家党候选人李会昌。11月27日，候选人登记开始，拉开韩国第16届总统选举的帷幕。卢武铉的竞争对手大国家党候选人李会昌，出身富有家庭的保守派，提倡韩美合作，对朝鲜强硬，首尔大学法律专业，后留学美国，精通日语和英语。1981年（46岁时），李会昌成为韩国最年轻的大法官，1993年曾任金泳三内阁国务总理，但因与其不和被解职。1997年，他曾作为大国家党总统候选人参加第15届总统竞选，但败给金大中。由于其子涉嫌逃避兵役，他本人也曾被卷入逃税指控:48-50。大选进入最后冲刺阶段时，两位候选人竞争异常激烈。朝鲜的动态对韩国大选形势十分敏感。韩国保守派认为朝鲜重启核计划是对韩国的威胁，而大选前发生的朝鲜导弹运输船被拦截事件加重这种威胁的分量。李会昌不失时机地利用这两起事件抨击金大中政府对朝鲜的纵容政策，使卢武铉处在不利位置。不过11月底，美国军事法庭判处6月13日驾驶美军装甲车撞死两名韩国中学生的美军无罪。这使得呼吁修改驻韩美军协议，要求与美国建立更为平等关系的卢武铉支持率有所上升。12月17日，卢武铉和李会昌分别召开记者会做最后的冲刺。卢武铉表示如果当选总统“将严加追究金大中政权的失职责任”。而李会昌则猛烈抨击卢武铉的迁都计划:51-52。
就在距选举投票的前几个小时，卢武铉阵营发生致命裂变。郑梦准突然宣布与一个月前联手的卢武铉分道扬镳。郑梦准在最关键时刻拆台是因为卢武铉在当晚的竞选游行时说了“当美国与朝鲜打仗时，我们不介入”。郑梦准认为卢武铉的话“有违两党政策共助的基本精神”。 郑梦准与卢武铉分手其实也不仅限于美朝关系的表态。卢武铉让郑梦准为难的还有，他担任总统后要更多地监管韩国大财阀，限制大财阀的无限膨胀。另外，郑梦准在卢武铉的支持大会上暗示群众，由于韩国宪法规定总统不能连任，卢武铉5年任期满后，就轮到他做总统了。为此，李会昌攻击卢武铉不敢公开与郑梦准“在桌面下”的协议，政治人格有缺陷。卢武铉则表示“党的优秀人才很多，像郑东泳、秋美爱等人都是”。郑梦准听后脸色大变，造势大会结束后，即通过发言人表示退出与卢武铉的联合机制。不过，卢武铉最终以48.9%比46.6%的得票率战胜李会昌，当选韩国第16任总统:55-56:135-137。此次总统选举是韩国“三金时代”之后的首次总统选举，卢武铉的当选标志着“后三金时代”的到来:101。

### 選举无效讼
总统选举结束后，有名自称是国家情报院重要干部的人在网上发布所谓的“良心宣言”，声称12月19日的总统选举计票有假。这一传闻通过媒体和网络开始在韩国社会流传。还有人说在电子计票中有人作弊，使卢武铉多得57万张选票，导致李会昌落选。韩国中央选举管理委员会当天发布新闻公告辟谣说这是“根本不了解计票程序的人捏造的毫无根据的谎言”，并要求警方对造谣者进行追查，但大国家党不服气。根据韩国法律，如果对选举结果有异议，可以在大选后30天内，以中央选举管理委员会委员长为被告提出选举诉讼，对全国或部分地区的选票重新进行计票。:64-65
12月24日，大国家党以“计算机计票有误”为由，向韩国大法院提出选举结果无效诉讼，要求对244个投票点的80个投票点进行手工重新计票。根据法律程序，韩国大法院受理诉讼案。27日，80个投票区的重新计票在全国法院同时进行。28日，中央选举管理委员会宣布重新计票的结果，李会昌的得票比以前只多88张，卢武铉的得票比以前少816张，与12月19日总统选举的计票结果无重大误差，对卢武铉当选下届总统不产生任何影响。重新计票结果公布后，执政的新千年民主党指责大国家党“制造事端，企图否认卢武铉的当选，结果在事实面前再次失败”。大国家党代表徐清源面对重新计票结果只好向国民道歉，并表示自己对大选失败和重新计票结果负责，辞去了党代表的职务。:65

## 总统任期
2003年2月25日是卢武铉就职的第一天。上午11点，卢武铉的总统就职仪式在韩国国会大厦议事堂前隆重举行。韩国前总统金大中、金泳三、卢泰愚、全斗焕、崔圭夏和日本首相小泉纯一郎、中国国务院副总理钱其琛、美国国务卿鲍威尔、俄罗斯联邦委员会主席谢尔盖·米罗诺夫等出席了卢武铉的就职典礼。卢武铉的就职仪式并不顺利，在就职仪式开始的前几个小时，朝鲜突然向日本海（朝韩称“东海”）发射了一枚反舰导弹。由于一星期前，大邱地铁发生纵火案造成198人死亡，146人受伤，典礼在为悼念大邱地铁纵火案死难者的哀乐中开始，与会人员全部起立默哀。由于发生了惨案，原定的狂欢和群众游行活动也被取消，整个就职仪式显得简短、低调:68-69。卢武铉在就职典礼上发表了题为《迎接和平繁荣与飞跃的新时代》的就职演说，描绘了一副以“东北亚时代、朝鲜半岛和平、国内改革与重组”为三大主线的蓝图:168。

### 国民参与政府
卢武铉把他的政府称为“国民参与政府”。“国民参与政府”有“原则与信任”、“透明与公正”、“对话与妥协”、“权力的分权与资源再分配”四大指导原理。“原则与信任”是指坚持原则才能获得国民的信任；“透明与公正”是指向国民公开全部行政规定、过程和结果，向国民迅速提供正确的信息，以确保透明与公正；“对话与妥协”是指在实质性民主主义时代，基于对话和妥协是卢武铉政府的基本政策；“权力的分权与资源再分配”是指为解决过度中央集权所产生的问题，努力提高社会各部门的责任与自律水平。:75
“国民参与政府”的三大目标包括“扩大国民的参与”、“国家的均衡发展”、“增进东北亚的和平与繁荣”。卢武铉摒弃以往政治过程和政策制定中的特权阶层，让国民通过互联网积极参与政府的行政过程，使政府职能上一个新的台阶。国家发展的先决课题是经济增长与分配的均衡。首都与地方、城市与乡村均衡发展；劳资之间形成新的合作关系；政府在教育、文化和社会福利方面发挥更大的作用；消除阶层鸿沟和各种歧视。韩国政府应该担负起日益增大的外交使命，使至今仍然禁锢在冷战秩序中的朝鲜半岛实现和解，将东北亚成为和平与繁荣的地区。:75:66
卢武铉为“国民参与政府”确定建设东北亚中心国家、地方分权和国家均衡发展、更新国家系统、构筑先进经济系统、改善教育制度、消除性别歧视等未来12大国政课题。卢武铉认为韩国在所有领域都面临着改朝换代的挑战，他的政府要将昔日以权力为中心的“权威主义政治”，转换成以国民参与为中心的“参与政治”，将以往“排他式”的国政运营，改为“以讨论和协商为体系”的国政运营。国家机关将成为国民服务的机构。:75-76

### 弹劾风波

#### 成为无党派总统
卢武铉刚刚就职，韩国媒体就爆出他的二哥卢建平涉嫌干预国家人事安排，还公开发表“我认为某某是国税厅长的最佳人选”等言论。媒体指出“卢总统一直表示如果有开后门的就让他家破人亡，表达对人事惯例的改善意志，但是卢建平的所作所为，令国民失望”，要求“为了重新表明自己坚决的意志，卢总统应该公开他们的身份，并进行处罚”。得知消息后，卢武铉立即派文在寅前往家乡调查。不过，经调查发现并无此事，可能是卢建平性格淳朴，在接受记者采访时受到引诱，才导致夸张报道。长期以来，裙带和托情之风在韩国盛行。卢武铉决定以身作则，建立一套专门管理检察总统亲人的体系。青瓦台第一民政秘书官李镐哲在新闻会上宣布说：“我们将对总统直系亲属、总统夫人的直系亲属、总统子女配偶亲属以及总统三代之外的远方亲属进行直接管理。”不过，针对卢武铉的斗争只是刚刚开始。:77-79:172-173
卢武铉就职后，前总统金大中对秘密向朝鲜汇款一事向国民发表道歉。他承认“以对朝秘密支持为代价，现代集团从朝鲜得到铁路、电力、通讯、旅游、开城工业园区等7个方面的开发权。政府判断此举可对朝鲜半岛和平及国家利益有很大帮助。因此虽然不合法，但仍然允许了这种做法。”许多国民，特别是反对党对此不理解。在舆论的压力下，韩国成立了以宋斗焕为首的特别检察小组，就此展开调查。在第一次调查即将结束时，特别检察官提出延长调查时间，但遭到了卢武铉的拒绝。由于大国家党在国会议席中占有多数席，在不顾民主党的反对下，大国家党在国会通过了“特检法修改案”，要求进一步进行调查，而且规定无须经总统批准，仅凭特检报告即可延长调查时间。:79-80:173-174
反对派还趁机质疑卢武铉当初竞选总统的资金和总统权力的公正性。2003年9月20日，37名执政新千年民主党和5名大国家党议员宣布退出各自政党，成立“国民参与统合新党”，使新千年民主党在国会的席位从101个减少到64个:80-83:176-179。早在2002年底，新千年民主党就出现了新旧两派的分化。由于卢武铉公然表示支持由新派成立的“国民参与统合新党”。新千年民主党旧派开始联合反对党对付卢武铉，使他提名的检察长提名未能获得通过。在这种情况下，卢武铉在9月29日不得不宣布退出新千年民主党，成为了无党派的真正平民总统。与此同时，大国家党宣布从9月22日开始，展开为期20天的针对392个政府部门和直属机构的国政监察，“尽力解开诸多疑惑”，包括新千年民主党非法政治资金丑闻、卢武铉夫人权良淑的房地产投资、卢武铉兄弟卢建平的投机与隐瞒财产事件等:80-83:176-179。

#### 面临党政危机
在卢武铉就任韩国总统的半年来，他试图通过一系列措施，建设“清明政治”和“独立外交”。但他的理想色彩与积重难返的现实存在着巨大的差距。他的各项政策措施没有取得显著成效，有的还未出台就被在国会中占大多数的反对派溺死胎中。专家们担心，卢武铉限制大财阀发展的措施会导致投资、生产、消费减少的恶性循環。他的“独立外交”和“和平繁荣政策”在朝核危机升级的情况下，也显得不合时宜，引来巨大争议。:81-82:176
使情况变得更糟的是，卢武铉的几名助手陷入了贿赂丑闻，特别是韩国检察机关查出SK集团在2002年12月总统选举期间向总统府前总务秘书崔导述提供11亿韩圆（约95.6万美元）的秘密资金。此次事件使卢武铉遭到政党和媒体的猛烈抨击。他为此向国民进行了道歉。面对党政危机，卢武铉在2003年10月10日提出举行公民信任投票，以消除国民因一系列丑闻对他的怀疑。卢武铉此举在政坛掀起轩然大波。第二天上午，韩国内阁和总理助手随即提出全体辞职。一时间，韩国上下举国震惊。收到内阁辞呈后，卢武铉立即召开了记者会，拒绝了阁员们的辞职请求，表示“崔导述事件”应由他个人负责，内阁和秘书们没有做错事，要求下属各司其职，防止“国政真空”和政局混乱。:83-84
但反对党对此不以为然。大国家党声称内阁辞职的行为别有用心，完全是为了转移舆论和民众的视线。面对各方的压力，卢武铉决定以政治生命正面出击，表示“若不被信任，将于2004年2月15日辞去总统职务”。他明确表示“若总统能够让位，也许会成为韩国民主主义发展的重大转机”，“营造一个政治环境比一个有能力的总统更为重要”，“比我好的总统不知有多少”。卢武铉的一系列坦诚举措大大出乎反对派的意料，政局形式也开始发生逆转，支持卢武铉的呼声开始高涨。:85-86

#### 特检法
在韩国检察机关调查“崔导述事件”的期间，检察机关发现SK集团在第16届总统大选前还曾向大国家党提供了100亿韩圆（约830万美元）的非法资金。在检察机关紧锣密鼓地开展调查之时，大国家党提出了绕开检察机关，任命独立特别检察官调查卢武铉亲信非法行为的“特别检察法案”，以在最大限度地打击卢武铉的同时，保护自己在大选中的非法行为不被暴露。11月10日，反对党依赖在国会的多数席位通过了该法案。:89
卢武铉认为在检察机关没有结束对“崔导述事件”的调查前，开展特检调查会导致检查的重复性和冲突，因此不顾大国家党党首崔秉烈“如果拒绝就全面战争”的要挟，对“特检法”进行了否决。崔秉烈之后发起了绝食斗争，要求卢武铉撤回否决。149名大国家党议员也提出集体辞职，导致国会会议因为无半数以上议员出席表决议案，而全面瘫痪。为对抗崔秉烈的绝食行动，一位支持卢武铉的开放国民党（原“国民统合新党”）议员金永达开始了“比崔秉烈多绝食一天”的绝食活动:90-92。大国家党与卢武铉的激烈斗争使韩国国民忧心忡忡。一方面，民众在选举中支持卢武铉是希望他能给政坛带来清廉之风，但他的亲信受贿丑闻使民众越来越失望。另一方面，民众对大国家党的激烈斗争也是痛恨之至，况且大国党在2002年总统竞选期间收受的贿赂比卢武铉亲信收受的金额还多近十倍。韩国媒体纷纷要求各党派以大局为重，尽快达成妥协，恢复国会正常工作秩序:93。
12月4日，在国会议长朴宽用的召集下，国会各党派投票最终通过了被卢武铉否决的“特检法”。根据韩国宪法第53条，再度表决总统否决案在国会得到通过就成为法律，如果总统5日内不公布，国会议长可以负责公布。12月6日，卢武铉无奈地宣布通过特检法，同意国会成立“特别检察组”独立调查3名助手涉嫌受贿和收受不法资金的案件:93-94。由于历史上，韩国政府通过扶植大企业发展经济，官商勾结和非法政治献金在韩国屡禁不止。据检察机关的调查和大国家党2002年总统候选人李会昌的自首，大国家党在第16届总统选举中收受了600亿韩圆的政治资金:91:94-95。12月16日，卢武铉表示他将任命一名独立检察官对他的三名助手进行调查。他在讲话中强调如果他的竞选阵营的非法竞选资金超过大国家党1/10，他将辞去总统的职务并退出政坛。他还表示如果发起针对总统本人的特别调查，他也无条件接受。2004年1月15日，卢武铉在新年讲话时，就2002年总统竞选期间的资金丑闻向韩国民众道歉。2004年2月，由于开放国民党议员，原卢武铉总统竞选阵营总务本部长李湘洙收受不法资金事件浮出水面，经大检察院调查，卢武铉阵营的非法资金超出了大国家党600亿韩圆的1/10:98-99:180。

#### 遭到国会弹劾
2004年2月24日，卢武铉在就职总统一周年“特别电视座谈会”上说“我期望国民大力支持开放国民党”。他的这席话被在野党认为是违背法律中立的精神，并投诉到韩国中央选举委员会。中央选举委员会为此做出裁决，认为卢武铉违反了选举法，公开支持成立不久的开放国民党，试图对4月15日的国会选举施加不公正的影响，但并没有对卢武铉进行处罚。新千年民主党很不罢休，逼迫卢武铉在8日内公开道歉，否则发起弹劾动议，但遭到了卢武铉的拒绝。3月9日，大国家党和新千年民主党联合国会发起了韩国历史上的首次总统弹劾动议案:99-100。“倒卢派”弹劾总统的理由有三个，一是卢武铉违法了《选举法》为支持自己的开放国民党从事竞选活动；二是卢武铉亲信收受非法献金；三是卢武铉应对经济不振负责:120:91。
根据《韩国宪法》，总统弹劾议案必须在72小时内在国会表决，否则自动作废。“倒卢”和“护卢”两派为此展开了“殊死搏斗”。3月11日下午，在国会准备审议总统弹劾案时，支持卢武铉的开放国民党占领了国会会议大厅并将国会议长朴宽用团团围住，使其无法召开会议。无奈之下，朴宽用只好将投票延期到明天上午。为此，大国家党也占领了议长办公室不让朴宽用回家，怕他回去后明天无法来主持会议。3月12日凌晨3点50分，大国家党和新千年民主党的20名议员趁开放国民党议员疲倦之时，突然对占领国会的开放国民党议员发动攻击，迅速占领了主席台。朴宽用在大批警卫的护送下，登上了议长席位。惊醒过来的开放国民党议员与警卫和反对党议员发生了激烈的冲突。最终，警卫人员在朴宽用的命令下，将开放国民党议员一一赶出国会。上午11时40分左右，“倒卢”派依赖多数席位在国会通过对卢武铉的弹劾议案。韩国宪法法院当天收到了国会弹劾总统的文件:103-104:183-185。根据《韩国宪法》，国会弹劾总统后，总统的权力被暂时终止，韩国宪法法院将在180天内对弹劾案作出最后的裁决。在此期间，韩国国务总理高健代理卢武铉管理国家。高健是韩国政坛有名的“清廉人士”，2001年，国际透明度组织曾授予他“世界清廉人士奖”。在高健的有效管理下，韩国最大限度地保持了政局的稳定:111-115。
卢武铉被国会弹劾后，韩国国内外对此反应强烈，成为韩国56年宪政史上的首次“超级地震”:111-110。弹劾案通过的当晚，卢武铉的支持者们便在国会外示威抗议。一位悲愤过度的抗议者甚至当场自焚。反弹劾运动很快在韩国全国风起云涌。3月13日，7万卢武铉的支持者在光化門举行抗议示威，民众的游行示威持续到了18日。釜山、大田等城市也爆发了大规模的群众示威。美国《华盛顿邮报》指出，“卢武铉和他的支持者（包括数百万年轻人）希望和美国保持适当的距离，并和朝鲜方面恢复接触；但代表更多老年保守势力的大国家党则认为，卢武铉上任一年多来的所作所为，是在利用挑拨勞工阶层和富人阶级之间的矛盾从中渔利。”朝鲜机关报《劳动新闻》则极其尖锐地批评大国家党是“遭人唾骂的叛国者组织”:187-190:117-118。

#### 因祸得福
让“倒卢派”所始料不及的是弹劾案产生了反作用。3月17日，《朝鲜日报》的民调显示支持卢武铉的开放国民党的支持率已经直线上升到了46.8%，高出大国家党三十几个百分点。反对弹劾的比例达到了71.1%，赞成的比例只有24.6%。此外，54.5%的人认为弹劾风暴的主要责任在大国家党和新千年民主党。为了试图扭转局面，大国家党要求党代表崔秉烈辞职，朴槿惠被选为新的党首。新千年民主党也将党首赵舜衡换成了秋美爱:191-192:127-128。4月15日，韩国举行了第17届国会选举。选举结果出乎意料，支持卢武铉的开放国民党获得了299个席位中的152个，比上届增加了110个，成为国会第一大党，打破了韩国政坛长达16年的“朝小野大”格局；大国家的席位由上届的137个降到121个；新千年民主党则在选举中惨败，由上届的61个骤降至9个:194-195:129-130。
2004年5月14日，韩国宪法法院对国会弹劾卢武铉案进行了最后的宣判，整个过程被电视直播。宪法法院院长尹永哲针对国会弹劾总统的三条理由，指出卢武铉违反《选举法》事实属实，但这种行为不足以达到被罢免的地步；卢武铉亲信受贿有的是发生在总统任职之前，有的无法确实是否与总统有关系，因此不被考虑；破坏经济的罪名在一开始就不被列为弹劾审理的对象。尹永哲最后一锤定音，“没有充分的理由解除总统的职务，法院拒绝弹劾请求。”。至此，持续了63天的韩国政坛弹劾危机正式结束，卢武铉被恢复了总统的职务。:200-201:133-135

### 内政改革

#### 行政改革
卢武铉执政期间进行了包括机构调整、人事制度改革、财政制度改革、行政服务改革等广泛的行政改革。卢武铉的行政改革不是以西方发达国家新公共管理改革意义上的“小政府”为目标，而是提出建设“能干的政府”和“适度规模的政府”。卢武铉认为行政改革是为建立一个高效、能为国民提供更好服务的政府，这与政府规模无必然联系，况且韩国政府的规模从各个指标来看在OECD国家中是最低的。与金大中执政时期的“小政府”相比，卢武铉政府中央政府机构数量从“18部、4处、16厅”增加为“18部、4处、17厅”，内设机构由“36室、168局、760科”增至“38室、180局、818科”。:152
在机构调整方面，为加强对科技的管理，卢武铉将科技部升级为副总理级部委。2005年，韩国在瑞士洛桑国际管理学院发布的《世界竞争力年报》中，科学基础设施和技术基础设施的排名分别从2004年的第19位上升到第14位，和第8位至第2位。另外，卢武铉还把与家庭生活有关的中央健康家庭政策委员会、女性政策调整会议、儿童政策调整会议、以及保健福利部和女性部的相关部门合并成女性家族部，以更好地制定、协调与家庭建设相关的政策，提高政府效率。:148
在管理制度改革方面，卢武铉进一步加强了以竞争、绩效、顾客为导向的改革措施。他废弃了以往多层的组织管理，通过引进项目组制度，扩大独立执行机构的设置范围，有效提高了组织运营效率和服务质量。2005年底，行政自治部、企划预算处、劳动部、建设交通部等12个中央机关取消了室（局）长—科长—系长的传统层级组织结构。独立执行机构的数量从金大中政府的23个增加到2006年的45个。此外，在其执政期间，韩国颁布了新的《政府业务评估基本法》，完成了政府业务评估的系统化建设，并开始对中央和地方国家机关，以及国家重大项目进行评估。:149
在人事制度改革方面，卢武铉取消了原有高级公务员职级，引入了以职务为中心的跨部门的高级公务员团制度，以提升高级公务员的竞争力、全局意识，以及克服部门利己主义。高级职位的开放程度得到进一步的提高，民间人士在对外公开招聘职位中的比例由2000年的16.19%提高到2006年的43.14%。另外，为消除性别、健康和地区歧视，韩国加大了对女性、残疾人和地方出身的公务员录用比例。为加强公务员绩效管理，卢武铉政府2006年在所有中央机关实行了360度评估，实行职位绩效合同制。此外，卢武铉政府在扩大官民交流、提高科技人才录用比例、下放人事管理权限、加强公务员培训及建立国家人才数据库、提高公务员薪金和福利待遇、保护公务员权益、确保人事管理过程的透明度等方面也进行了不同程度的改革。:149-150
在财政制度改革方面，卢武铉政府在教育部、行政自治部等26个中央行政机关本部实行绩效预算制度，并对国家重要财政项目进行绩效评估，使预算编制和预算使用绩效相互动，明显改善了预算支出的效果。2004-2006年，韩国政府财政项目评估中“卓越”和“优秀”的比例从23%增加到35.11%，“欠缺”的比例则从15.17%降至5.13%。通过预算节约激励制度，2006年韩国政府节约财政支出3497亿韩圆，增加的财政收入超过12059亿韩圆。此外，卢武铉政府还通过多种方式鼓励民众参与预算过程，提高预算编制和执行的效率与透明度，并通过修改相关法规和制定会计标准扩大权责制会计制定的实施范围。:150
在行政服务改革方面，卢武铉政府迅速推广了行政服务宪章制度。2005年，韩国中央和地方政府制定的行政服务宪章从1999年的626个增加到了10709个，行业领域涉及到建筑、教育、交通、税务、医疗、环境等众多服务领域。行政服务宪章制度的实施，不仅为提高行政服务质量和水平提供了有效的动力，也成为改变公务员官本位意识的重要契机。此外，卢武铉政府在电子政府建设中也取得了现在的成果。2005年，韩国国内电子采购交易额达到了430亿美元，成为世界最大的电子市场。:1502005年，韩国在联合国电子政府排名中名列亚洲首位:154。

#### 经济改革
在经济改革方面，卢武铉摒弃“政经勾结、官治经济”，提出建立公正、透明、健康的市场秩序。卢武铉认为韩国应该继续对大企业进行改组，直到其管理方面的透明度达到国际标准为止。此外，韩国政府还通过提高审计委员会和董事会的作用，以及扩大小股东和董事会的权利来完善企业管理监督体制。在金融部门的改革中，卢武铉政府关闭了一批问题严重的金融机构，并动用财政资源帮助那些可以复活的金融机构提高偿还能力:302:137。金大中时期，韩国政府为刺激经济增长，通过税收优惠等政策鼓励民众使用信用卡消费，导致许多韩国人2003年开始负债累累，家庭平均负债高达3000万韩圆（约2.5万美元）,18%的韩国成年人拖欠信用卡债务。由于消费者无力还贷，发卡行坏账堆积成山，韩国出现信用卡危机。韩国最大的信用卡公司LG信用卡几乎频临破产。卢武铉对金融业的改革寻求“稳中求变”，严格了公司会计制定，使公司信息披露更加透明，并向外国开放银行业，最终解决了信用卡危机:190。在房地产方面，卢武铉推行了房地产交易实名制和房地产保有税制，以控制房地产市场的投机行为:164。此外，2005年3月，韩国政府出台了《破产法》。2006年1月，法院也开始受理关于证券部门的共同诉讼，通过法律程序根除弄虚作假、操纵股票价格等非法行为:302。
为推动城乡和地区间的平衡发展，卢武铉政府大力发展面向市场、具有公益性功能的农渔业，提高农渔业福利。主要政策包括：确保农渔业预算达到10%，进一步提高农渔业竞争力；开发环境亲和农业；增加农民收入；确保农渔业稳定经营；建立农渔业福利体系；稳定农民收入；增强农村经济活力；奠定农渔业旅游基础。2004年，韩国颁布了《关于提高农林渔业从业人员生活质量的特别法》，建立养老金、减轻医疗保险费及资助教育费等泛政府援助体系，并提高了农民的直接补贴金和社会保障待遇。2005年，卢武铉政府又制定了《城乡均衡发展、富有活力、舒适向往的农村建设计划》，以提高健康保险费和年金的政府资助比例，提高农民住宅融资，降低银行贷款利率，建设农渔村医疗机构和图书馆，扩大农村大学生计划外录取比例。:303
卢武铉强调科技振兴经济，主张“扩大技术投资，普及科学技术文化”，“依托新技术、高生产率、高附加值，增强企业竞争力”。卢武铉政府相应地提出了“构建以科学技术为中心的国家”构想，将构筑“科学技术中心”作为主要国策，通过科技创新挖掘增长潜力:302。2003年，韩国开始实施“第二次科技立国”战略:21。2004年7月，卢武铉政府构建了国家技术创新体系（NIS），并在同年11月对科学技术行政体系进行了改造。卢武铉政府还大力扶植IT产业的发展。2004年，韩国为建立“U-Korea”提出了“IT839”战略作为未来5年韩国政府重点发展项目，将韩国打造成世界数字技术的领跑者:304。
努力提高就业率是卢武铉政府经济改革的另一个重要目标。开放国民党提出政府应该“创造工作岗位，解决工作岗位不确定的问题”，“健全创造社会工作岗位的制度”。为落实政策，卢武铉将人才立国和促进就业作为国家中长期发展战略，成立了直属总统的“人才立国和促进就业委员会”，并对教育、医疗等高级服务产业进行战略性的培育，以此扩大就业机会。在卢武铉执政期间，韩国先后颁布了《雇佣政策基本法》、《建设业雇佣改善相关法》、《高龄人口雇佣促进法》、《男女雇佣平等法》、《失业及工伤保险相关法》、《职业安全法》、《残疾人雇佣促进法》和《减少青年失业人口特别法》等数十部雇佣和就业相关法律。2005年，韩国成立了“再就业支援中心”，为失业者提供各种就业培训和发布信息。此外，卢武铉政府还积极开展劳工制度改革，主意通过推进劳动力市场“柔性化”，建立允许企业解雇员工的新雇佣制度；推行弹性工作制度，实行以业绩为基础的工资制度；综合发放失业津贴、职业培训和保险等机构，建立“一条龙”式的服务管理系统。:304

#### 迁都之痛
卢武铉在竞选总统时曾承诺，如果当选将把行政首都从首尔迁往忠清道。经过半个世纪的发展，首尔已经出现严重的“人口爆炸、交通拥堵、环境污染、房地产价格过高”等大城市病。韩国全国1/4的人口居住在首尔市，以首尔为中心的首都圈集中了韩国70%的GDP。其它地区的社会经济发展与首都圈极为不平衡。此外，由于首尔距离南北军事分界线最短距离仅40公里，朝鲜半岛局势的紧张，以及美国的撤军使“迁都”更为必要。:141-142:236
2003年12月29日，韩国国会以压倒多数票通过了迁都至忠清道的《关于建设新行政首都的特别措施法》。新首都的建设按计划将在2007年开工，到2030年将建成一个拥有50万人口的新城市。一时间，迁都成了韩国民众的议论焦点。反对派认为迁都会使首都圈房价暴跌、银行亏损、给首尔经济带来巨大打击，用380亿美元的巨资搬迁50万人，既得不偿失，也没有必要。专家与舆论普遍认为迁都应事先进行充分的论证，检验其是否符合韩国的国情和发展趋势，并应通过全民公决的方式来决定。2004年6月9日，MBC电视台的舆论调查表明67.5%的韩国人认为迁都问题需要国民投票，而只有29.5%的人认为不必进行国民投票。不過盧武鉉在弹劾风波结束后加紧了“迁都计划”的执行。7月5日，卢武铉政府宣布，经过一年半的考察研究，將新行政首都的地址选定在燕歧—公州地区。该地区位于美湖川和锦江的汇合处，位于群山环绕的盆地，临近唐津—尚州高速公路，与京釜铁路和高速公路相连，交通便利。公州也曾是韩国古代百济的国都。20世纪70年代，朴正熙考虑迁都时，燕歧—公州地区就是首先地址。:145-146 
随着迁都计划的推行，反对迁都的声音也越来越强。大国家党和首尔市长李明博都公开表示反对迁都。7月12日，由50名首尔议员、大学教授、公务员和大学生等组成的170人“首都迁移违宪宪法诉愿代理人团”向韩国宪法法院请愿，要求裁决《关于建设新行政首都的特别措施法》是否违宪。时任首尔市长李明博也向宪法法院提交了反对迁都的申诉书。10月21日，宪法法院以8对1票的绝对优势裁定迁都违宪，要求政府必须先进行国民投票，然后决定是否迁都。卢武铉对宪法法院的裁决始料不及，只好忍痛终止了正在执行中的“迁都计划”。不过，卢武铉对宪法法院的裁决是很不满的。2005年1月，卢武铉提出了“行政中心城市”的新方案来代替原来的“迁都计划”，以避免违宪嫌疑。经过朝野政党的反复商定，最终确认将财政部、教育部、科技部等全部经济部门迁移到新的“行政中心城市”，而将青瓦台、国会、大法院等执政核心中枢部门留在首尔。:146-151 

### 均衡外交

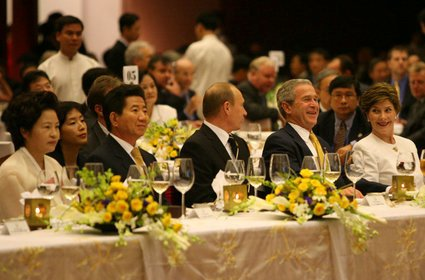
卢武铉在2006年APEC首脑会议

随着世界的多极化和国际经济的全球化，韩国往届政府推行的大国外交政策已经越来越不适应时代发展的需求。卢武铉政府主张积极参与多方外交提高国家地位，通过均衡发展与美、日、中、俄的外交关系，做“东北亚的均衡者”。卢武铉政府在发展大国外交的同时，还积极发展与世界其他国家的多元外交。在卢武铉执政期间，韩国与191个联合国成员国中的186个建立了正式外交关系，韩国驻外机构达到126个，韩国在国际舞台上表现活跃，国际影响、国家形象得到很大提高。卢武铉政府外交通商部部长潘基文顺利当选新一届联合国秘书长表明，卢武铉政府的外交努力得到了国际社会的普遍认可，特别是在稳定朝鲜半岛局势中所发挥的作用，更为多数国家所肯定。:305-307

#### 对北关系
在对朝关系方面，卢武铉在前任总统金大中的“阳光政策”基础上推行“和平繁荣政策”，将韩朝关系上升到迎接“东北亚新时代”的高度。他曾形象地说：“在韩国釜山购买一张火车票，就能经平壤、中国、蒙古、俄罗斯，最终到达欧洲腹地，这一天应早日到来。”:168卢武铉认为“朝鲜半岛统一的方式将与德国有所不同，而且希望与德国不同。朝鲜半岛的统一正确途径应是不急不躁地做准备，首先促成和平局面，并在此基础上，通过交流与合作推动双方关系向前发展，在朝鲜也具备了可以接受统一的实力后，经过国家联盟阶段，最终实现完全统一。”:178

##### 朝核危机
卢武铉竞选总统成功后不久，朝核危机开始升级。2003年1月10日，朝鲜宣布由于美国放弃了1993年6月朝美《共同声明》有关不敌视和不对朝鲜施加武力威胁的规定，正式退出《不扩散核武器条约》。次日，朝鲜宣布重启1999年冻结的导弹试验计划，引起国际社会一片哗然。国际原子能机构将朝鲜核问题上报给了联合国处理。:160-161面对美国等国家制裁、战争的威胁，朝鲜5月13日宣布废除1992年同韩国签署的《朝鲜半岛无核化协议》。:163
朝核危机使刚刚就任韩国总统的卢武铉倍感压力，也成为他对朝“和平繁荣政策”的重要障碍。为解决朝核危机，卢武铉在刚刚上任的半年内就走访了美国、日本、俄罗斯和中国四大国:169-170。2003年8月27日至29日，中、美、韩、朝、日、俄六国终于在北京举行了朝核问题的六方会谈，标志着朝核问题进入了政治对话、和平解决的正确道路。由于朝核问题错综复杂，每次会谈都很艰难。第五轮六方第一阶段会谈后，朝鲜驻联合国代表在2005年12月2日致电美国国务院表示拒绝重开下次六方会谈:173。
2006年10月9日，朝鲜中央通讯社宣布朝鲜已经成功进行了地下核试验，使朝鲜半岛的紧张关系达到了顶点。10月14日，联合国安理会一致通过了关于朝鲜核试验问题的第1718号决议，对朝鲜核试验表示谴责，要求朝方放弃核武器和核计划，立即无条件重返六方会谈，并决定针对朝方核、导等大规模杀伤性武器相关领域采取制裁措施，对朝鲜进出口大规模杀伤性武器进行核查与制裁。决议同时强调《不扩散核武器条约》缔约国应严格履行义务，有关各方保持克制，不采取任何可能加剧紧张局势的行动，继续通过政治、外交手段努力寻求解决问题，争取尽早恢复六方会谈。决议同时也排除了授权武力的可能性，未对朝鲜实行全面制裁，并表示视朝鲜遵守决议情况调整、暂停或取消对朝制裁措施。:175-177
2007年2月8日至13日，第五轮六方会谈第三阶段会议通过了《落实共同声明起步行动》，朝方同意关闭和封存宁边核设施。10月3日，第六轮六方会谈第二阶段会议通过了《落实共同声明第二阶段行动》，美国和朝鲜同意继续致力于改善双边关系，向实现建立全面外交关系迈进。11月，朝鲜开始对宁边三个核设施实行“去功能化”。2008年6月，美国在确认朝鲜提交核清单的同时宣布将部分解除对朝鲜的制裁，并着手将朝鲜从“支持恐怖主义国家”名单中删除。:87

##### 和平繁荣政策
卢武铉在就职演说中描绘了一副以“东北亚时代、朝鲜半岛和平、国内改革与重组”为三大主线的蓝图。其中对朝政策最为显眼，即用新的“和平繁荣政策”取代金大中的“阳光政策”:168。卢武铉的“和平繁荣政策”有促进朝鲜半岛和平和实行朝鲜半岛与东北亚共同繁荣两大基本目标。为实现这两大基本目标，卢武铉提出了四大基本原则。一是通过对话，解决所有悬而未决的问题；二是相互信赖和互利互惠；三是在韩朝双方当事人解决问题的原则下谋求国际合作；四是扩大国民对政治的参与，寻求超党派合作，提高政策对内对外的透明度:156。
为实现“和平繁荣政策”的战略目标，卢武铉采取三个战略步骤促进政策的实施。第一阶段是解决朝核问题，进一步促进半岛和平。卢武铉认为韩国应在朝核问题上发挥更加建设性的主导作用，一方面维护韩美同盟，另一方面加强与周边中国、日本、俄罗斯的协调，建立多边安全合作的东北亚安全机制。韩国坚决反对美国对朝鲜动武，坚持通过外交和平手段敦促朝鲜重返六方会谈，同时通过南北部长级会谈和军事会谈促进半岛和平。卢武铉政府不顾美国的强烈反对，继续对朝鲜提供经济援助以换取朝鲜放弃核计划。第二阶段是深化南北合作，奠定和平体制的基础。在解决朝核及导弹问题后，全面制度对朝鲜的经济援助与合作政策，主要包括连接南北铁路、公路，开城工业园区和临津江防洪工程建设取得具体成果，放宽对朝鲜的投资限制，通过扩大对朝鲜能源、基础设施以及经济特区的建设谋求南北共同繁荣，并最终建立南北经济共同体。此外，通过定期举行离散家属团聚和扩大社会文化交流恢复民族感情，在深化经济合作的基础上，逐步建立军事互信机制。第三阶段是签署半岛和平协定，最终建立东北亚和平经济合作体，把韩国建成东北亚经济中心。在深化经济合作和军事互信的基础上，双方签订和平协定代替停战协定，建立永久的半岛和平机制。为此，韩国将积极谋求构建东北亚安全合作共同体的构建，通过和平安保等协商，寻求促进韩、朝、美、日、中、俄共同参与的东北亚多边和平机制的形成。:159-160

##### 南北对话与合作
卢武铉执政期间，韩朝双方延续了金大中时期的友好关系。2005年，韩朝双方人员往来多达88341人次，南北贸易总额首次突破10亿美圆，增至10.55亿美元。韩国成为续中国之后的朝鲜第二大贸易伙伴:182。1000多名韩国人每天通过新开放的陆路跨越军事分界线前往朝鲜旅游。2006年3月15日，连接首尔和新义州的京义线与东海线铁路终于完工，日运输能力达12000人:182。2007年5月，双方的列车分别从韩国文山站和朝鲜金刚山出发，实现了56年来双方列车首次穿越军事分界线:270。
2007年10月2日，卢武铉与夫人权良淑徒步跨过韩朝军事分界线，后乘车沿开城至平壤的高速公路进入平壤参加韩朝首脑第二次会晤，成为韩国首位跨过韩朝军事分界线进入朝鲜境内的总统。随同卢武铉一起前往平壤的还有韩国国防部部长金章洙、财经部部长权五奎、科学技术部部长金雨植、农林部部长任祥奎、统一部部长李在祯、国家情报院院长金万福以及青瓦台总统府的官员等。其中金章洙是50多年来首位访朝的韩国国防部长。卢武铉一行首先在平壤人民文化宫前受到朝鲜最高人民会议常任委员会委员长金永南的迎接。之后，卢武铉和金永南一起乘坐敞篷车，抵达平壤4·25文化会馆前广场，沿途受到了数十万平壤群众的热烈欢迎。在首都平壤4·25文化会馆前，朝鲜最高领导人金正日与朝鲜最高人民会议常任委员会委员长金永南为卢武铉举行了欢迎仪式。金正日与卢武铉亲切握手，互致问候，一起检阅朝鲜人民军陆海空三军仪仗队，并与广场上的欢迎群众见面。
2007年10月3日，卢武铉与金正日在平壤百花园国宾馆举行了两轮会谈。这是续2000年6月时任韩国总统金大中与朝鲜领导人金正日举行首次南北首脑会议后的双方第二次首脑会议。会谈后，双方签署了《南北关系发展与和平繁荣宣言》。当天下午，卢武铉和金正日在平壤市郊的中央植物园共同种下了纪念此次首脑会晤的松树，并在平壤五一体育场共同观看大型团体操艺术表演“阿里郎”。《南北关系发展与和平繁荣宣言》有8项主要内容：双方将坚持并积极履行《北南共同宣言》，自主解决统一问题；双方谋求建立超越思想和制度差异的互尊互信的关系，互不干涉内部事务，各自调整相关关法律和制度，积极推进双方在各个领域的对话和接触；双方将紧密合作，通过对话和协商解决军事争端，反对任何战争，严格遵守互不侵犯义务，以结束军事敌对关系、保障朝鲜半岛缓和与和平；双方决定11月份在平壤举行国防部长会谈，讨论建立军事互信问题，防止西海发生偶发性冲突；双方一致认为应该结束现存的停战体制，建立持久的和平体制。为此，双方将合作推动召开与此直接有关的三方或四方首脑会谈。双方还将共同努力履行六方会谈“9•19共同声明”和“2•13协议”，以解决朝鲜半岛核问题；双方将在共利共荣和互通有无的原则下继续扩大经济合作，谋求民族经济的均衡发展和共同繁荣。双方决定设立“西海和平合作特区”，加快开城工业区的开发，在东、西海岸建立造船合作园区，同时推进农业、医疗卫生、环境保护等各领域的合作，并将现有的“北南经济合作促进委员会”升格为副总理级的“北南经济合作共同委员会”；双方将扩大社会文化领域的交流与合作，包括开通白头山（长白山）至首尔的直航路线，开展白头山观光，并将首次利用西海线铁路运送参加2008年北京奥运会的联合拉拉队；双方将推动人道主义事务的合作，扩大离散家属的团聚，推动音像和信件交换，在金刚山会面所完工后开展正常的离散家属会面。双方将在相扶相助等原则下积极合作，共同应对自然灾害等灾难；双方将加强在国际的合作，以维护民族利益和海外同胞的权益。为履行这一《宣言》，双方决定11月份在首尔举行北南总理首次会谈。为促进北南关系的发展，双方首脑将随时会晤以协商悬案问题:93-96。
2007年11月，韩国总理韩德洙与朝鲜总理金英日举行了两国总理会谈，讨论《南北关系发展与和平繁荣宣言》的履行方案。双方签订了《南北总理会谈协议》、《关于西海和平合作特区促进委员会的协议》和《关于设立和运营南北经济合作共同委员会的协议》。12月，双方代表在板门店举行了第七次将军级军事会谈，就朝韩非军事区的“三通”（通行、通信、通关）和设定共同捕鱼海域问题进行了讨论。:270

#### 对美关系

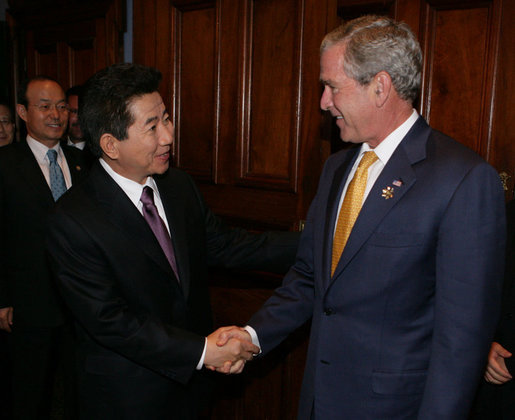
美國總統喬治·W·布希於悉尼洲際酒店歡迎盧武鉉的到來，攝於2007年9月7日。

卢武铉在就任韩国总统前，从来没去过美国。他年轻的时候，还曾呼吁美国从韩国撤军。他甚至将自己当选总统的原因归功于他的“反美”主张。:183在他执政期间，卢武铉坚决反对美国对朝鲜进行制裁和封锁，主张修改驻韩美军地位协定，要求美军撤出首尔，收回战时指挥权，打造自主国防。:189-198

##### 更换亲美外长
2004年11月，卢武铉在前往智利参加亚太经合组织（APEC）首脑会议和顺访南美三国时，路径美国洛杉矶。在出席当地民间外交研究机构举办的午宴会上，他坦言朝鲜想拥有核武器的目的是防御外来威胁，为尽早解决朝核危机，美国应该拿出“新措施”保障朝鲜的体制安全。他的讲话在韩、美掀起轩然大波。南美之行结束后，卢武铉又出席了东盟10+3会议，并走访了欧洲三国。在对法国进行国事访问期间，卢武铉更直截了当地提出朝核问题之所以久拖不决，是因为美国和一些西方国家总想要颠覆朝鲜政权，从而增加了朝鲜的危机感。他明确指出“推翻朝鲜体制不是解决朝核问题的好办法”。他的这番话再度引起国际社会的注意，也使小布希政府感到不安。:184-185
卢武铉在就任韩国总统时承诺要与美国建立平等互惠的关系，实行“独立于美国”的外交政策，该对美国说不时就对美国说不。他的对美政策因此遭到韩国国内保守势力的极力反对。2003年11月，由于韩国外交通商部与卢武铉在对美关系上的不一致，卢武铉在新年新闻发布会上对外交部的官员进行了严肃的批评，并表示将批评他外交政策的官员调离到其它岗位。韩国外交通商部长尹永宽引咎辞职后，卢武铉任命总统外交顾问潘基文为新的外交通商部长。许多外交通商部官员也被撤换，特别是北美局进行了“大换血”。:186-188
潘基文是韩国资深的外交家，是公认的“美国通”，先后担任韩国驻印度使馆副领事、外交部联合国课课长、驻美使馆总领事、外交部政策室长、外交部首席次長、驻奥地利大使、外交通商部次長、驻联合国大使等职务。卢武铉对潘基文的任命受到了韩国舆论的普遍欢迎。潘基文出任外长后，与有关国家开展了穿梭外交，成为调停朝鲜核问题六方会谈的关键人物。2006年10月13日，在第61届联合国大会上，潘基文被任命为接替科菲·安南的下一任联合国秘书长。:188

##### 修改驻韩美军协定
1953年，朝鲜战争停战后，韩美在华盛顿签署了相互防卫条约，此后美军常驻韩国。1966年，时任韩国总统朴正熙与美国又签订了驻韩美军地位协定。根据该协定，“美军在执行公务时发生犯罪事件的审判权归属美军，韩国司法机关无权过问”。美军自驻扎韩国后，发生了多起恶性犯罪事件，但由于这一治外法权性质的条款，这些嫌疑犯都没能受到韩国司法的裁决，而是送交美國軍法審判。2002年6月，两名韩国女中学生被美军坦克碾死，而美军军事法庭判决肇事的美军无罪。这一判决激怒了韩国民众，韩国国内掀起了巨大的反美浪潮，示威者纷纷要求美国总统布什为此次事件道歉，全面修改驻韩美军地位协定。数十名示威者甚至割破手指在韩国国旗上写下“美国军队离开我们的土地”的字句。11月27日，布什总统对美军装甲车碾死韩国少女的事件向韩方道了歉，但仍不能平息韩国民众的愤怒。迫于压力，时任韩国总统金大中不得不表态将与美国合作对驻韩美军地位协定进行修改。当时，卢武铉也站出来呼吁“不平等的驻韩美军地位协定必须修改”，还要求龙山美军基地迁出首尔。:189-193
2002年12月30日，韩美就修改驻韩美军地位协定达成协议。根据协议，在对美军犯罪调查的初期，韩国警方将和美军联合调查；在调查美军嫌疑犯时，美国政府代表必须在1小时内出席；美军嫌疑犯被引渡回美后，如果韩国司法机关认为有必要重新传唤，美方须给予积极协助；韩国司法机关将保护被调查者的肖像权；双方在调查过程中交换必要的材料等。这一协议改善了驻韩美军地位协定中有关刑事审判权的实施，但韩国一些团体认为协议距离民众提出的要求还有很大的距离。:193
卢武铉在就任韩国总统的第二天说：“韩美两国半个世纪的军事联盟关系应该有所改变，需要对驻韩美军地位协定进行修改”。他强调指出“韩美的传统友谊和联盟关系必须逐步走向成熟”。不过，卢武铉访美后态度有所改变。2003年5月17日，卢武铉在结束了对美国的首次国事访问后说：“我已经消除了所有的担忧，带着希望返回韩国。”双方对会谈结果都表示满意，布什拍着卢武铉的肩膀，竖起大拇指笑着说：“卢武铉是我们的好朋友。”:192-193

##### 打造自主国防

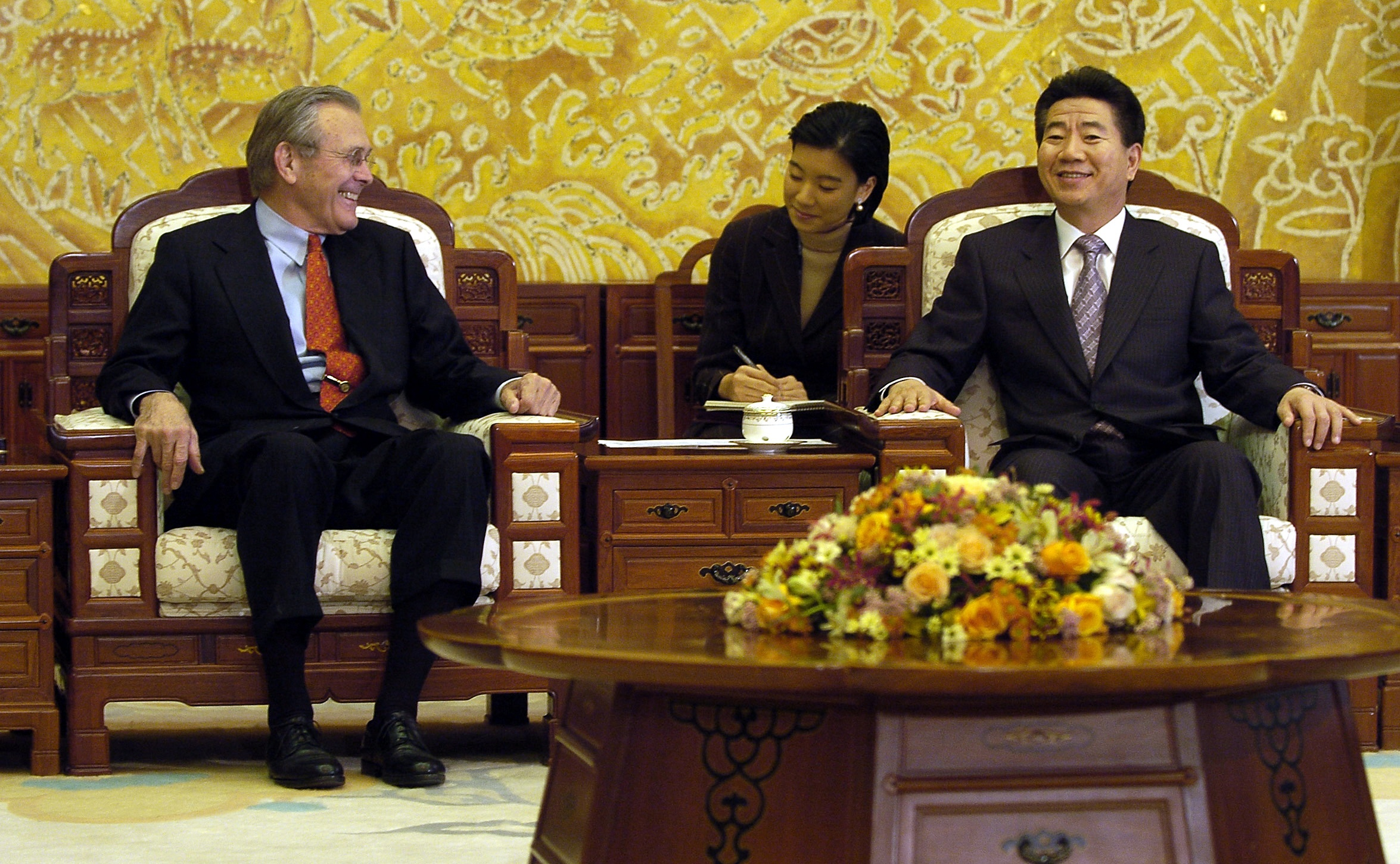
美國國防部長唐纳德·拉姆斯菲尔德於青瓦台與盧武鉉會面，攝於2003年11月17日。

卢武铉执政后，开始积极推行自主国防政策，要求美军撤出首尔。2004年1月，韩美就此达成协议，7,000名驻扎在首尔的驻韩美军及其家属将在未来三年内全部撤离首尔。美军所在的龙山基地将被建成类似于纽约中央公园的休闲公园。卢武铉的做法使韩国保守派担心此举会严重消弱对朝鲜的威慑力量。为此，卢武铉做了妥协同意最多只留1,000名美军在首尔。不过，在给美军多少驻地问题上，韩美不能达成一致，美国索性决定全部撤离首尔，只留下100名美军联络官。美军撤出首尔后，布什政府为此很不高兴，决定干脆再从韩国抽走3,600名士兵前往伊拉克。不料，卢武铉二话不说一口答应了。让保守派始料不及的是，美国从韩国撤走的军队还不止这些。2004年6月7日，韩国外交部北美局长金塾对媒体宣布，美国正式决定到2005年12月底将裁减1.25万驻韩美军，其中包括已经被抽调到伊拉克的3,600名士兵。:194-195
面对美国的大规模裁军，韩国保守媒体对卢武铉进行了猛烈的抨击。大国家党尖锐地批评卢武铉的自主国防计划是不切实际的空谈，以韩国没有独立国防力量来掩盖自己在安全政策上的失误。但卢武铉却坚定地说：“驻韩美军重新调整是我们预料中的事。为了尽快构筑合作型自主国防体系，要采取必要的措施。”，他还说，“政府将加快推进朝核问题的实质性进展，缓解南北军事紧张局面，使朝鲜半岛的安全环境得到根本性好转。”2004年8月15日，卢武铉在韩国光复58周年纪念仪式上强调“韩国未来将致力于打造自主的国防能力，作为一个独立的国家，韩国应该要有自己的国防能力来守卫国家。”，“韩国已经成为了世界第12大经济强国，现在应该是到了独立守卫自己国家的时候了”:196-197。卢武铉把打造自主国防作为一项优先发展的任务，他多次公开强调韩国要从韩美日联盟脱离出来，成为东北亚的“均衡者”。在卢武铉执政期间，美国大幅裁减了驻韩美军的数量。2005年，美国调走了5,000名驻韩美军；2006年又撤走3,000名美军，使驻韩美军的数量降到朝鲜战争后的最低值2.95万人；2008年将进一步消减4,500人:207。
20世纪50年代朝鲜战争期间，韩国将军队指挥权交给了以美国为首的联合国军。1987年，时任韩国总统卢泰愚首次提出收回军队指挥权的问题。1994年12月，驻韩美军交还了和平时期的指挥权，但战时指挥权仍由驻韩美军掌握:198。2005年9月，卢武铉正式向美国提出收回战时指挥权。8月中旬，时任美国国防部长拉姆斯菲尔德致函韩国国防部长尹光雄表示，“考虑到驻韩美军基地总部从首尔迁出的时机，以及提议解散韩美联合军队司令部，认为2009年交还战时指挥权比较合适”。这比卢武铉提议的2012年还早了几年。与此同时，拉姆斯菲尔德提出韩国承担驻韩美军费用的比例从目前的40%提高到50%:198-199。2005年3月4日，韩国国防部发表的《2004年国防白皮书》首次取消了对朝鲜“主敌”的称呼:201。2006年9月14日，卢武铉再次访问美国。访美期间，卢武铉与布什讨论了韩美自由贸易协定和朝鲜问题以外，两国总统还首次面对面地讨论了收回战时指挥权和撤销美韩联军司令部的事宜:203。2007年，韩美双方达成协议美军将在2012年4月17日归还韩国战时指挥权。

#### 对日关系

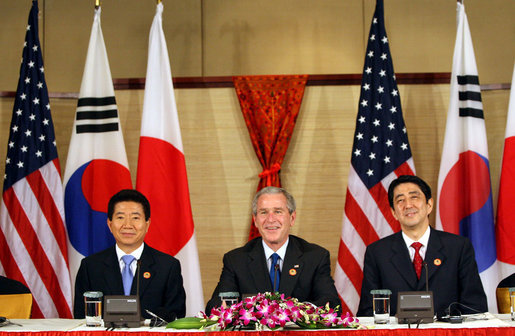
卢武铉与美日领导在2006年APEC会议上

卢武铉执政期间，韩日摩擦不断。两国对日本修改历史教科书、参拜靖国神社、日军慰安妇和独岛纠纷等问题矛盾加剧。2004年7月22日，卢武铉在济州岛开导前来访问的日本首相小泉纯一郎，“历史只有一个，但韩日两国青少年所学到的东西却不同……德国同样是二战战败国，但现在同西欧和东欧国家的关系都得到了恢复……”。卢武铉希望小泉在任职期间能够解决这个问题，但小泉听后一直沉默不语，没有表态。:209-210 
针对日本扭曲历史的行为，卢武铉发起了亲日行为大调查，实施了《日占时期亲日反民族行为调查特别法》。凡在日占时期在日本有关机构或单位担任重要职务、负责重要事务、迫害同胞、通过各种文化活动歌颂或赞美日本殖民统治、积极协助日本殖民统治或给予日本经济支持、镇压独立运动和抗日运动、破坏民族文化、玷污民族语言、偷运文化遗产、以及具有亲日行为的人都属于调查对象:210。2005年3月1日，卢武铉在“三一运动”纪念大会上呼吁日本有识之士带头诚恳自我反省，消除韩日两国感情隔阂:211。

##### 独岛和历史教科书纠纷
日本出于战略考虑曾一直想和韩国发展友好关系。随着韩流在日本的兴起，日本趁机宣布将日韩建交40周年的2005年定为“日韩友好年”。但是，3月16日，日本岛根县地方议会不顾韩国的反对通过了《竹岛（韩朝称“独岛”）日条例》，将2月22日定为“竹岛日”。岛根县政府还发表声明说，“制定该条例是要重申竹岛不论在历史上，还是在国际法上，都隶属于岛根县，是日本领土”。对于日本的做法，韩国和朝鲜都表示了抗议。与日本岛根县结为姊妹县的韩国庆尚北道宣布与岛根县“断交”，民间和自治团体的交流也全面停止。韩国民众也连日来举行了反日示威游行，呼吁抵制日货，并焚烧了日本国旗和小泉纯一郎的照片。1999年，韩国曾以独岛是“天然纪念物”为由限制平民登岛观光。韩日领土争端爆发后，韩国解除了此禁令。3月25日，首批游客去独岛进行了旅游，以此宣布韩国对独岛的主权。:217-220 
2005年4月4日，日本文部科学省审定了8家出版社的历史、公民等教科书。《新历史教科书》美化日本侵略历史，将亚洲太平洋战争称为“解放亚洲人民的大东亚战争”，“日本的圣战，给东南亚人，甚至于非洲人产生了独立的勇气与梦想。日本的战争是本着自卫，解放亚洲，建设大东亚共荣圈为目的的”。韩国外交部对此进行了交涉。第二天，卢武铉政府召见了日本驻韩大使高野紀元，抗议日本批准扭曲历史的教科书。8月15日，朝鲜、韩国和海外侨民在首尔举行了“8·15民族自主和平统一大典”，三方代表共同发表了《对日特别声明》，督促日本政府立即停止扭曲历史的行为，对侵略历史进行反省。:211
2005年8月15日，小泉纯一郎曾就历史问题表示反省和道歉，但10月17日，小泉纯一郎第5次参拜了靖国神社。韩国对此举国震惊，韩国外交部立即取消了潘基文对日本的访问和卢武铉12月对日本的访问。面对日本的外交阴云，小泉纯一郎不得不承认近期难以改善与中国和韩国的关系，“等到10年、20年、30年以后才不会成为问题”。7月，日本右翼漫画作者山野车轮编写了大肆扭曲历史、诋毁韩国、极力挑动日本“嫌韩”热的《嫌韩流》。同年10月，日本又出版了名为《给韩国上药》的书，公然否认日本侵略历史，污蔑、挖苦韩国，甚至侮辱卢武铉。:214-215

##### 阻止日本入常
联合国改革是世界各国关注的焦点。由于安理会目前的构成是根据二战后的国际格局建立的，安理会的框架构成已经不能正确反映国际权力分配的现状。2003年11月，时任联合国秘书长科菲·安南成立了联合国改革特别小组。日本与德国、印度、巴西成为最有希望“入常”的国家。作为联合国的主要捐赠国和世界经济、科技大国的日本一直希望能够成为安理会常任理事国成员。20世纪80年代，时任日本首相中曾根康弘首次提出日本谋求成为安理会常任理事国的想法。20世纪90年代初，日本制定了进军联合国安理会常任理事国的五年计划，计划在二战结束50周年的1995年“入常”，但没成功。随着二战结束60周年的临近，日本再次对“入常”发起冲刺。时任日本外相川口顺子说当时是日本成为安理会常任理事国的“最好时机”，“许多国家都认为日本适合成为常任理事国，我们绝对不能错过目前的机会。”:227-228。
根据规定，联合国改革方案需要得到191个成员国至少2/3多数的批准，并且5个常任理事国中没有一个行使否决权。美、英、法、俄罗斯都表示支持日本“入常”。2005年3月21日，时任联合国秘书长安南向联合国大会提交了《大自由：为人人共享发展、安全和人权而奋斗》的联合国改革报告。在随后的记者会上，他表示日本“有望在扩大后的安理会中获得常任理事国席位”。5月16日，日本外务省召回日本驻各国的122名特命全权大使召开旨在争取128个以上的国家支持日本“入常”的大会。9月15日，小泉纯一郎在联大首脑会议上发表演讲时说：“我确信，对联合国安理会进行改革，就如同从联合国宪章中删除那条将日本和德国等国家规定为‘敌国’的‘原敌国条款’一样，对国际社会来说是理所应当的。日本准备在改革后的联合国安理会中，作为常任理事国而发挥更大的作用”。:227-229
在日本“入常”似乎成为定局的情况下，韩朝两国一起对日方进行了阻止。韩国驻联合国大使金三勋指出“既得不到周边国家信任，又不反省历史的国家很难在国际社会上发挥领导作用… …日本没有资格成为安理会常任理事国，我们将全力阻止”。4月7日，金三勋在联合国大会上公开表明了韩国的立场。与此同时，韩国还联合了反对扩大常任理事国的发展中国家组织咖啡俱乐部（Coffee Club，约40-50个国家）:229-230。5月9日，卢武铉在参加莫斯科纪念苏联卫国战争胜利60周年时，对安南明确表示反对日本成为安理会常任理事国，“不能用贡献金额来衡量一切”，“在安理会改革问题上，希望联合国秘书长严守中立。安理会改革应该有新的标准”:231。
在中、美、俄表示反对联合国急切“擴張常任理事國”后，115个反对日、德、印、巴西成为联合国安理会常任理事国的国家在纽约举行召开了大会。发起会议的韩国、意大利、巴基斯坦等国提出反对为联合国改革设定时限。由于韩国等许多国家的反对，日本“入常”的梦想再次成为泡影。:232

##### 支援潘基文竞选联合国秘书长
由于安南秘书长的任期将在2006年底结束，他本人也不谋求再次连任，挑选联合国秘书长接班人成了联合国一项新的重要课题。按照联合国秘书长地区轮换的原则，下任秘书长应该来自亚洲。包括韩国外交部部长潘基文、联合国副秘书长沙希·塔鲁尔、泰国副总理索拉革·沙提拉泰、约旦常驻联合国代表扎伊德·侯赛因、联合国负责裁军事务的前秘书长达纳帕拉5位候选人报名参加了下任联合国秘书长的竞选。:232-233
卢武铉对潘基文竞选联合国秘书长给予了全力的支持，他指示韩国各驻外大使“全力组织竞选运动，一定要把潘基文推上联合国秘书长的职位”。2006年1月，卢武铉把在巴黎经济合作与发展组织上任仅一年的徐容贤召回，出任潘基文的特别助理。2月25日，卢武铉召集驻5个常任理事国的大使，要求他们想尽一切办法取得五个常任理事国对潘基文的支持。潘基文希望得到日本的支持。但由于韩国反对日本“入常”，日本为此只是确定了“下任秘书长应出自亚洲”的方针。而美国则认为潘基文在对朝问题上过于软弱。:234-236为保证潘基文成功当选，卢武铉在8月31日宣布韩国退出10月份举行的安理会非常任理事国的选举，因为这两件事很难同时进行。与此同时，韩国政府宣布了一项高达1亿美元的非洲援助计划，并派潘基文出访安理会成员国和坦桑尼亚。卢武铉还亲自出马带着潘基文走访了安理会成员国希腊。:236-237
10月9日，安理会15个成员国以鼓掌的方式一致通过了向联大推荐潘基文担任下任联合国秘书长的决议。10月13日，192个与会国家在第61届联大上以鼓掌的方式通过了决议，正式任命潘基文为安南的接班人。在预选中，15个理事国中有14个国家对潘基文投了支持票，只有日本投了弃权票。2007年1月1日，潘基文正式就任联合国秘书长。:237-238

#### 对中國关系
卢武铉执政期间，韩中关系得到了全面的发展。2003年7月7日-10日，卢武铉对中华人民共和国进行了为期四天的首次国事访问。访华期间，卢武铉与时任中国国家主席胡锦涛、全国人大常委会委员长吴邦国、中国国务院总理温家宝、中国国家副主席曾庆红等分别进行了会谈。两国领导人就双边关系和和平解决朝鲜核问题等广泛交换了意见，并达成共识:246-249。两国发表了共同声明，将两国在金大中执政时期的“全面合作关系”升级为“全面合作伙伴关系”，不仅要扩大政府、议会与政党间的交流，还要扩大包括青少年在内的民间交流:237-257。卢武铉访华期间，在清华大学发表了讲演，访问了上海，并参观了大韩民国临时政府上海旧址:281。
2005年11月16日，时任中华人民共和国主席胡锦涛出访了韩国，并参加了在釜山举行的亚太经合组织第十三次领导人非正式会议。这是中国国家主席时隔10年后的首次访问。胡锦涛在韩国国会作了题为“加强友好合作 共创美好未来”的演讲。两国决定把建交15周年的2007年定为“韩中交流年”。 :282胡锦涛访韩期间，卢武铉宣布韩国承认中国的市场经济地位，愿意与中国积极开展韩中自由贸易区的研究。在朝核危机最紧张的关头，胡锦涛特别邀请卢武铉在2006年10月13日对中国进行了为期一天的工作访问。这是韩中两国首次务实性的首脑工作访问，也是一种新的首脑外交，体现了两国关系的密切与成熟:259-260。2007年4月，时任中国国务院总理温家宝访问了韩国。同年7月和12月，时任韩国国会议长林采正和韩国国务总理韩德洙分别对中国进行了访问:274。
2007年，中韩双边贸易达到了1599亿美元，同比增长19%。中国成为韩国的第一大贸易伙伴国、第一大出口市场和第一大进口来源国。2007年底，韩国累计在华实际投资388亿美元。中国成为了韩国最大的海外投资对象国，韩国也成为中国第四大外资来源国。两国间的文化交流也发展迅速。2007年，中韩人员往来达609万人次，韩国是中国的第一大入境客源国。2007年底，韩国在华留学生达到6万人，占到在华留学生数量的36%；中国在韩国的留学生达到3.4万余人，占韩国外国留学生的58%，均居对方国家留学生人数之首:275。“韩流”和“汉风”在中韩两国盛行:253。在卢武铉执政期间，建立中韩自贸区开始被提上日程。此外，两国开始采取措施促进双边旅游业的发展。
卢武铉执政期间，韩国与中国的军事交流与合作与也有很大的发展。2005年3月3日，时任韩国国防部长尹光雄访华，两国军方高层就维护黄海安全，急待建立两国海、空军相互合作体制达成共识。回国后，尹光雄提出了与中国开通军事热线，“将韩中军事合作提升到韩日水平”的说法。:163

#### 对俄关系

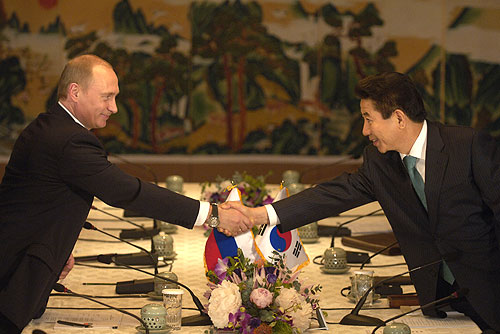
韩国总统卢武铉与俄罗斯总统普京在2005年APEC首脑会议

卢武铉也很注重与俄罗斯进一步改善关系。韩国能源资源贫乏，能源自给率不足3%，而俄罗斯是世界重要的能源供应国，其天然气储量世界第一，石油储量世界第八:164。2004年9月，卢武铉对俄罗斯进行了国事访问。两国首脑共同签署了《共同宣言》，将两国关系从“建设性互补的伙伴关系”提升为“相互信赖的全面伙伴关系”:285。访俄期间，卢武铉表示支持俄罗斯加入世界贸易组织和亚欧首脑会议:284。双方签订了包括《宇航技术合作协定》、《外交官免签证协定》的一系列的经贸、能源合作协议。双方签署的共同开采俄远东地区库页岛等油田的谅解备忘录，使韩国获得17亿桶石油的供给。通过将购买俄罗斯现成石油和勘探开采油气项目相结合，韩国开拓了能源进口的新渠道，为经济安全发展提供了保障:164:284。双方还同意，俄罗斯将从2007年开始为韩国培训首位宇航员，并诺帮助韩国宇航员登上国际空间站:284。2007年，韩俄贸易额达到了150.6亿美元，韩方顺差11亿美元:286。
2005年5月9日，卢武铉借出席在莫斯科举行的“二战胜利60周年”纪念活动之际再次访问俄罗斯，他表示要进一步发展韩俄“相互信赖的全面伙伴关系”。同年11月19日，时任俄罗斯总统普京出席了在釜山举行的APEC会议，双方签订了《韩国与俄罗斯关于在经贸领域深化合作的行动计划》。:285
在军事方面，韩俄两国也有着很好的合作。早在2002年，双方就对举行联合军事演习、军事代表团互访、人员培训、购买俄罗斯军事装备、共同研制新式武器等问题进行了讨论。2005年4月，时任韩国国防部长尹光雄出访了俄罗斯，双方达成协议，搭建一条航空信息交互热线，以进一步促进双边军事合作。卢武铉希望通过与俄罗斯的军事合作，推动韩国自主国防建设，促成东北亚地区安全机制的形成。:164

#### 其他

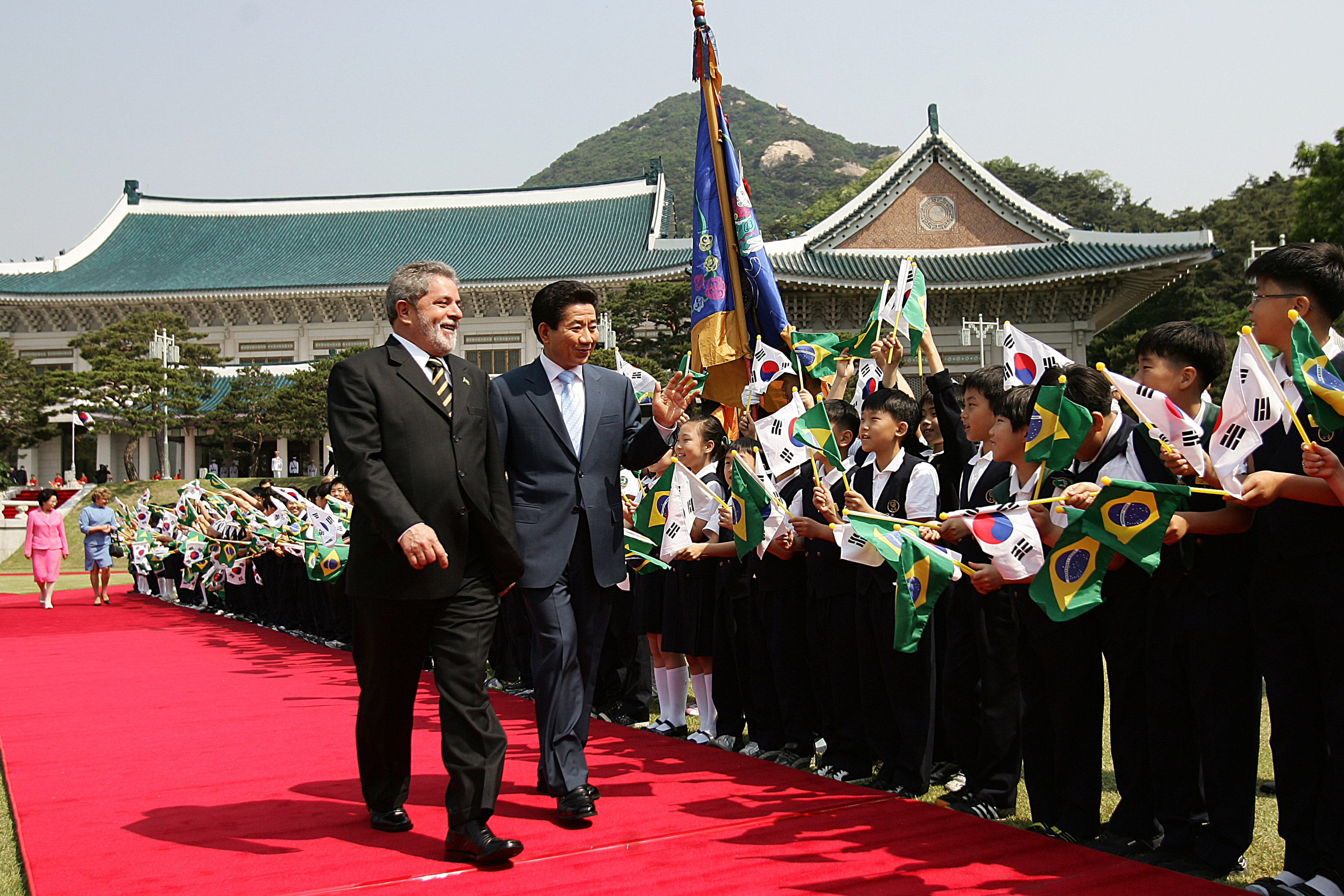
卢武铉與巴西總統路易斯·伊納西奧·盧拉·達席爾瓦於青瓦台會面

2004年11月14-22日，卢武铉借出席在智利举行的亚太经合组织（APEC）领导人非正式会议之际对阿根廷、巴西和智利南美三国进行了国事访问，旨在扩大与南美洲各国建立的“实行21世纪共同繁荣的全面合作关系”。 陪同卢武铉出访的有70位韩国大企业的高管。2003年以来，卢武铉已经陆续访问了中国、俄罗斯、印度。对巴西的访问完成了卢武铉对“金砖四国”的外交构想:285。在巴西访问期间，两国达成了4亿美元的意向合同，签约额达5000万美元。浦项钢铁与巴西CVRD矿业集团达成了在2015年以前向浦项提供100万吨铁矿石的协议。韩国LG-Nikko铜业集团也与CVRD签署了协议。此外，韩国国家石油公司与巴西石油就合作开发石油达成了谅解备忘录:286。
访问阿根廷期间，卢武铉与时任阿根廷总统内斯托尔·基什内尔签署了相互给予最惠国待遇的《经济贸易合作协定》。韩国还向阿根廷提供3000万美元的贷款。这是阿根廷在2001年因国内金融危机宣布停止偿还外债后获得的第一笔国外贷款。双方还签署了《文化教育协定》、《韩-阿能源及矿物资源合作协定》等一系列文件。:285
卢武铉在访问智利期间与时任智利总统里卡多·拉戈斯·埃斯科瓦尔举行了首脑会议，双方承诺将促进韩国企业全面参与智利的基础设施建设和矿产资源开发，并同意建立“产业技术合作基金”。2004年5月，韩国与智利签署的《自由贸易协定》正式生效，这是韩国与其它国家签署的首个自贸协定。:286
2006年9月，卢武铉先后走访了希腊、罗马尼亚和芬兰，并出席了在芬兰赫尔辛基举行的第六届亚欧高峰会议（ASEM）。同年12月，卢武铉对澳大利亚和新西兰进行了国事访问。:286

## 卸任后
出于对公务员的自律，韩国法律规定，没有首尔户籍的公务员不得在首尔租买房屋，除非获得“国家有功者”的称呼。由于卢武铉来自地方，户籍还在庆尚南道，2008年2月25日，61岁的卢武铉在参加完李明博的就职仪式后便与夫人一起回到了老家峰下村，成为韩国历史上第一个“归乡总统”。卢武铉表示退休后会努力促进环保事业。他在故居对面新建了一个环保单层住宅，过起了普通的村民生活，有时骑着自行车在村里逛逛，和村民们聊家常，有时和村民一前种树、清理沟渠。他还在网上开了博客，描述每天的乡村生活。:212
卢武铉搬回峰下村后，每天都有成千上万的旅客来到这个只有121人的小村参观。每天接待这些慕名而来的游客，成为了卢武铉的「甜蜜烦恼」。如果他“蛰居”家中，游客们就会站在大门前异口同声地喊“总统阁下，快出来吧！”。据说这种“见客仪式”，每天最多要重复8次。他说：“大家从上午9点开始就在门外大声欢呼。然而，不管在职还是已经退休，一位总统都需要一些个人隐私，大家远道而来看望我，我非常感激，但这同时也给了我巨大的负担，我也不能与大家一一握手，或者邀请大家一起进屋品茶，感到非常抱歉。”尽管前第一夫人经常与卢武铉一起与游客打招呼，但卢武铉有时也会以“她在洗碗呢”或“她正在上妆。大家都知道，上妆会费些时间”婉言拒绝大家一睹第一夫人的愿望。:212-213

### 遭遇离职审查
2008年12月，泰光事业会长朴渊次因涉嫌逃税和行贿被捕。韩国警方了解到卢武铉在卸任前曾向朴渊次借款100万美元。国税厅还保存着有关这100万美元借款偿还期和利息的借条。2009年3月31日，检方查出朴渊次曾在2008年2月向卢武铉兄长卢建平的大女婿延哲浩汇款500万美元，使“朴渊次腐败门”案升级。2009年4月7日，卢武铉在个人网站“人活着的世界”自爆家丑，发表道歉书承认自己的夫人通过青瓦台总秘书官郑相文拿了朴渊次的钱，主要用于还债。他还表示如果有过错，愿承担相应的法律责任。检方整理出的卢武铉受贿清单包括：朴渊次2006年9月送给卢武铉一对价值14万美元的瑞士伯爵手表作为花甲大寿的礼物；2007年6月送100万美元现金到青瓦台官邸；2008年2月向卢武铉侄女婿延哲浩的香港账号汇入500万美金。2007年9月，卢武铉的女儿卢静研向熟识的纽约房地产经纪人汇款40万美元。4月13日，卢武铉的夫人权良淑和儿子卢健昊接连被传唤接受调查。卢武铉对此表示“对100万美元不知情，500万美元则是在卸任后才知道，但那是正常的投资。”前青瓦台秘书室长文在寅在接受韩联社采访时表示收受的100万美元中一部分为现金，一部分汇入卢武铉女儿账户中。:215-217 
2009年4月30日，卢武铉应韩国检方要求以“综合受贿罪”嫌疑犯的身份，乘坐青瓦台提供的礼仪巴士前往首尔接受调查，成为韩国第3位接受检方调查的卸任总统。他的夫人哽咽地说她受到了卢武铉的责备，“直到现在家里的钱都是由我来管的，卢前总统完全不知情，全都是我的责任。”。在离开峰下村之前，卢武铉对记者说“无颜面对国民”，“让大家失望了，很抱歉”。韩国各大媒体对卢武铉的行程进行了现场直播。卢武铉下午抵达首尔大检察厅后，接受了10个多小时的调查，直到深夜11时20分。之后，他连夜赶路，在第二天早上回到峰下村。:221-222
大检察厅调查企划官在调查结束后的记者会上表示，调查很充分，没有再次传唤的计划，将向检察总长林采珍报告，并在下周内决定申请逮捕还是不拘留起诉的司法处理。不过，在卢武铉被传唤20多天后，调查仍然没有结论。在两个月的调查中，检察官一直试图找到卢武铉受贿的证据，并对卢武铉的夫人、儿女、侄女婿进行了调查。随后，有侮辱卢武铉的部分调查内容泄露出来，比如“卢武铉夫妇2006年60岁生日接受了朴渊次赠送的两只价值1亿韩圆的手表”，“检方开始调查后，权良淑将手表丢在了自家附近”，“卢武铉的女儿卢静妍在美国新泽西州花费160万美元购置豪宅”，“卢静妍为销毁证据而撕碎了合同原件”。这使卢武铉很受折磨。2009年5月14日，卢武铉的兄长卢建平被首尔地方法院判处有期徒刑4年，追缴5.7亿韩圆:222。陷入“朴渊次腐败门”后，卢武铉深受媒体侵扰，他为此还写了一篇题为《请把我家后院还给我》的博文。备受煎熬的卢武铉连续失眠，茶饭不思，常常独坐在办公室内，不停地吸烟。他的秘书曾为他在釜山大学医院预订病房，建议他住院治疗，但被他拒绝了。他曾对密友说：“政府的做法很过分，真希望就这样离开。”。2009年5月22日，卢武铉接到大检察厅“要求权良淑女士2009年5月23日报到，接受调查”的通知，这使他陷入极度的不安:223:72-73。

### 跳崖自杀
2009年5月23日凌晨，卢武铉在离他家不远的烽火山“猫头鹰岩”，从悬崖跳下自杀身亡，以最惨烈的方式告别了“人活着的世界”，终年62岁。原总统府秘书室室长文在寅在釜山大学医院就卢武铉身亡一事对媒体说，卢武铉当天早晨5时45分左右在一名隨扈的陪同下离开家，前往烽火山登山，6时40分左右跳崖。8时13分，卢武铉被送到医院，由于伤势过于严重，于9时30分去世。:3-4
韩国庆尚南道警察厅厅长李云宇对媒体说，据卢武铉的隨扈报告，当天清晨隨扈陪卢武铉一起去村后爬山。在到达出事地点后，卢武铉问“有没有烟”，隨扈说“我去拿”，卢武铉说“算了，不用了”。之后，卢武铉指着山下的行人说“那边有行人在走动”。在隨扈将视线转向登山的人群之际，卢武铉纵身跳下了悬崖。事发之后，隨扈赶紧下去找到严重受伤的卢武铉，把他背往山下，并呼叫警车将他送往附近的金海市世英医院。医院在对他进行心肺复苏术无效后，将他转送至釜山大学医院，最终不治而亡。釜山大学医院院长说，卢武铉抵达医院时已经失去知觉，无法自行呼吸，头部约11厘米长的伤痕是导致死亡的直接原因，此外他全身肋骨、骨盆等多处骨折。:3-4
卢武铉的死讯由前青瓦台秘书室长文在寅最早公布，文在寅还表示卢武铉给家人留下了简短的遗书，遗书中卢武铉说自己“实在太累了”，“生与死没有区别”，“本想退任后在乡村度过余生，没想到不能如愿，真是遗憾”。卢武铉表示自己是“清清白白”的，寄望历史会给他一个公正的评价。同时他在遗嘱中要求火葬，并在家附近立块碑。但韩国联合通讯社公布卢武铉遗书全文则略有不同。以下是遗书全文：
|  | 受惠于很多人，却让很多人因我而受难，往后将还有承受不完的痛苦。剩下的余生只会是别人的累赘。健康不很好，所以什么也不能做，就连书也读不下去，字也写不成。 不要太过于悲伤，生和死不都是自然的一个形象？不要道歉，也不要埋怨谁，根本都是命。 算了，火葬了吧。然后在家附近的地方立个碑就足够了。这是酝酿了很久的想法。 2009年5月23日清晨 |

韩国联合通讯社等媒体对卢武铉的遗书进行分析后认为，由于检察机关对卢武铉涉嫌受贿的调查与他在任期间提倡清廉的形象产生巨大落差，使其道德品质饱受质疑，对卢武铉产生巨大心理压力，从而使卢武铉选择了自杀身亡。:5在卢武铉最后一篇博文中，他写到“对于已经查出的事情，作为前任总统，我的名誉和道德信赖已经彻底完了……现在我卢武铉已经不是大家所追求的价值的象征了。……我已经陷在无法出来的深渊，大家不能跟着掉进这个陷阱里，大家应该放弃我……现在只剩下低着头，向国民请罪的事了。事情发展到某种程度，我会做的。”:27
卢武铉的死，在韩国社会产生巨大的冲击，各界为之震惊和悲痛。很多人認為這是李明博和保守派對他的政治迫害。《纽约时报》等舆论认为卢武铉是韩国现任政府清算前任政府“秋后算账”政治的牺牲品。韩国法务部长金慶漢当天表示“有关卢武铉前总统的相关调查行将结束”，“对卢武铉前总统突然去世，感到震惊和悲哀”:5-6。卢武铉的死因也成了舆论的焦点，究竟是意外、自杀或他杀，在短时间内难下结论。经庆南警察厅调查，卢武铉系自行从村后烽火山猫头鹰岩跳崖而死。警方网络调查员和电脑专家对卢武铉电子遗书的调查显示，卢武铉2009年5月23日清晨5时21分左右开始写作，5分钟后进行了一次存盘，后经修改后于5时44分储存，然后叫警卫于5时45分左右出门登山，没有发现别人作假的痕迹:25 。负责调查卢武铉死亡经过的庆尚南警察厅发现卢武铉的警卫的几次陈述有不一致的地方，并对此进行了进一步的调查。经调查，警卫员隐瞒了卢武铉在登上猫头鹰岩之前，曾到过烽火山上净土院，看望供奉在那里的父母灵位的事实。警方认为在事发当时警卫员可能没在卢武铉身边，而是发现卢武铉不见了之后，才在山下找到已经受伤严重的卢武铉。韩国MBC电视台报道，警卫在事发前曾在对讲机裡说“跟丢了，不见了”:30-31。

## 葬礼

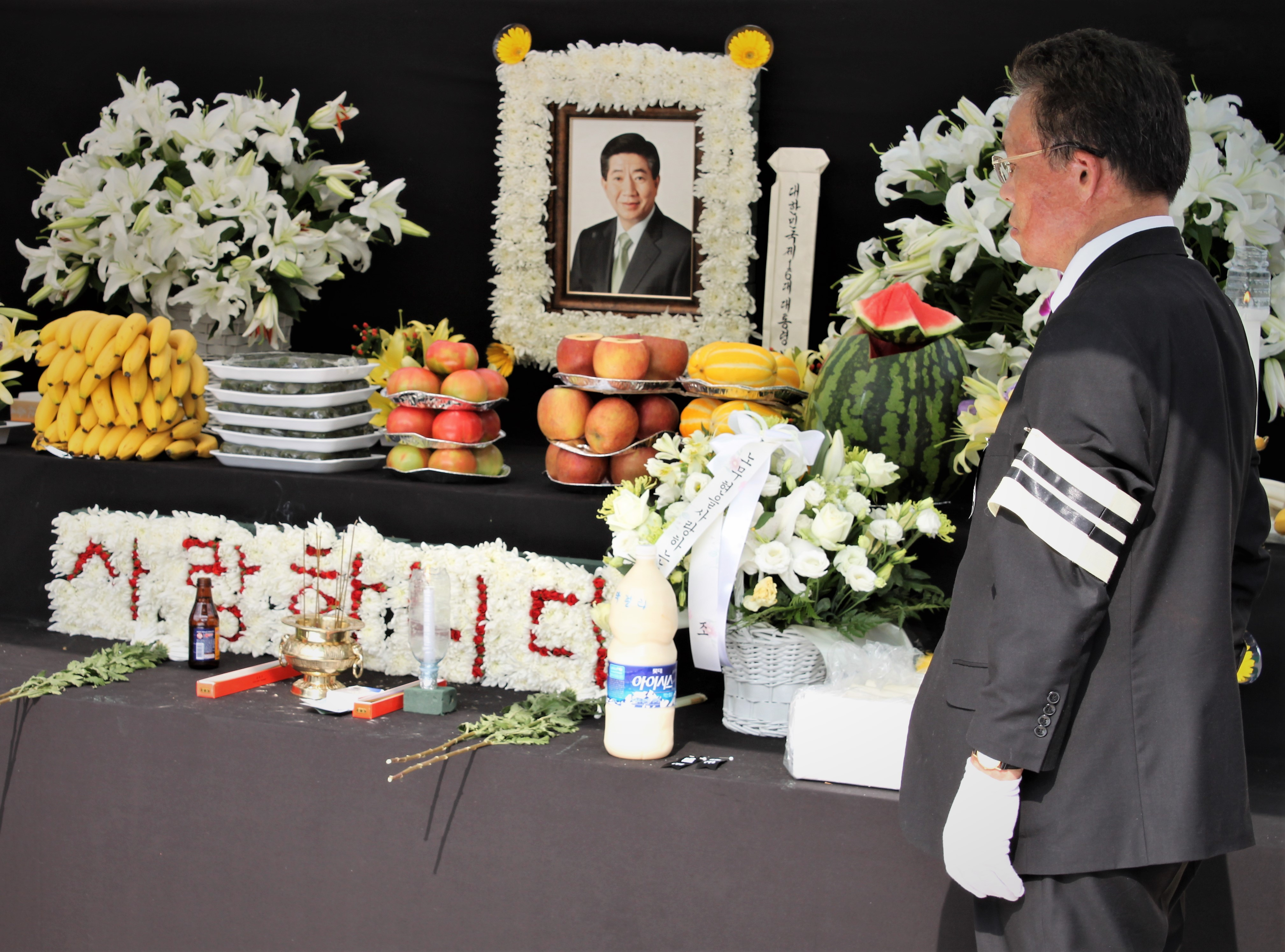
卢武铉灵堂

2009年5月23日，李明博政府与卢武铉家属达成一致，为卢武铉举行为期7天的国民葬。时任韩国总理韩升洙和曾在卢武铉执政期间担任总理的韩明淑联合领导政府委员会处理治丧事宜。葬礼定于5月29日在卢武铉老家金海市的一个体育馆举行。按照卢武铉的遗愿，他的遗体将被火葬，墓地选在峰下村，而非国立大田显忠院内的国家元首墓林。:7
韩国各地和驻外使馆纷纷设立悼念卢武铉的灵堂。在他去世的一周内，有300万人从各地赶来专程悼念他:9。对于卢武铉的突然去世，时任韩国总统李明博表示“难以置信，哀惜，和很令人悲痛。”。5月28日，前韩国总统金大中坐着轮椅与夫人在首尔站灵堂吊唁卢武铉时说：“如果我遭到像前总统卢武铉那样的侮辱、挫折和绝望，恐怕我也会做同样的选择...这个世界就是如此，有时会阴天，但也会有晴天。如果勇敢的人都无法承受，那怎么行...检方对卢武铉包括本人、夫人和全家亲戚等无一遗漏地进行调查，但直到卢武铉逝世，检方还拿不出确凿的证据。”朝鲜最高领导人金正日也发来了唁电。此外，联合国秘书长潘基文、美国总统奥巴马、日本首相麻生太郎、英国首相、中国外交部等也都纷纷发表声明悼念卢武铉的去世:11-18。随着卢武铉去世的消息传出，韩国互联网门户和社区纷纷出现大量悼念卢武铉的文章。一些网站还开设了哀悼卢武铉的签名栏。卢武铉的个人网站“人活着的世界”，也出现了长达数十页的哀悼文章。网民们纷纷“网上献花”。一位网民留言说，“我认为（卢武铉）是时代的牺牲品。在勾心斗角的韩国政坛上，一颗巨星陨落了”:10-11。
2009年5月29日凌晨5时，卢武铉的出殡仪式在其家乡峰下村开始。10名陆海空军仪仗队员用韩国国旗将卢武铉的灵柩包起。随后，卢武铉遗孀权良淑及其家属和前总统府秘书室室长文在寅等在灵堂前举行了大约10分钟的祭奠仪式。祭奠仪式后，礼兵将灵柩从灵堂抬入一辆黑色的卡迪拉克灵车。驾驶灵车的司机是为卢武铉握了21年方向盘的崔英。崔英自从卢武铉首次当选第13届国会议员开始，就一直为卢武铉开车，也与卢武铉一起进入了青瓦台。卢武铉卸任后，崔英带着全家跟随卢武铉搬到了峰下村，继续为他开车。他说“前总统的最后一程也应该由我相伴。”灵车启动时，卢武铉的支持者和峰下村的村民们放飞了数千个黄色的纸飞机。黄色是卢武铉2002年竞选总统时的象征色。:16-18

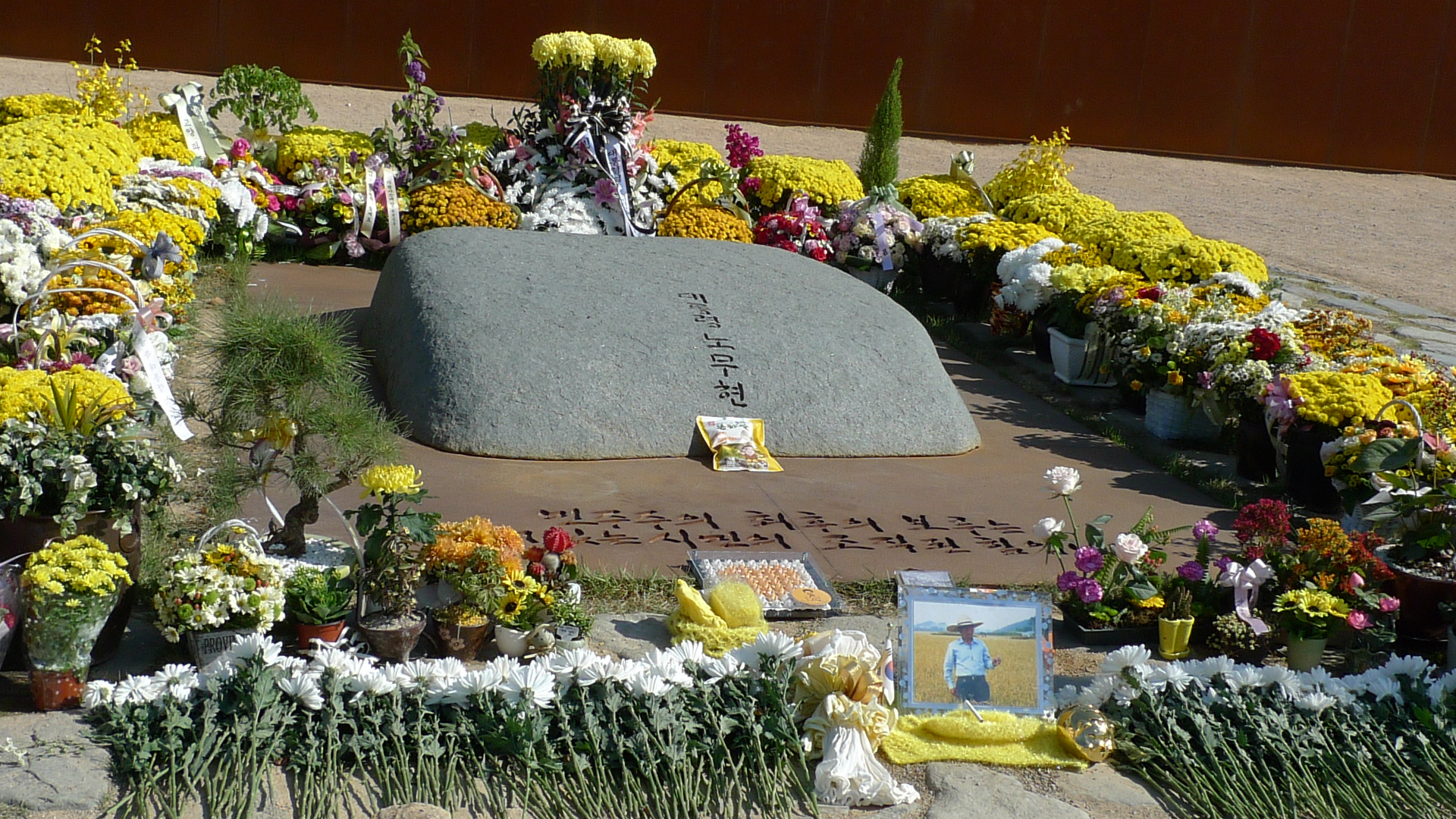
卢武铉墓碑

经过5小时的行程，卢武铉的灵车队伍抵达首尔，上午10时50分到达景福宫。卢武铉的遗体告别仪式在景福宫外兴礼门前院举行。大约2500名韩国各界人士和外国代表出席了告别仪式。卢武铉任期内成为韩国首位女总理的韩明淑致悼词。前总统金大中拄着拐杖吃力地走上前献上一朵洁白的菊花。权良淑对金大中表示感谢，他失声恸哭。在李明博夫妇献花时，民主党议员白元宇大声地喊“请李总统道歉”，“这是政治报复”。一些参加葬礼的人也群情激愤地喊“快道歉”，不过在警卫和民主党的制止下，现场很快就平静了下来。:18历时一个多小时的遗体告别仪式后，灵车缓缓驶向路祭地点首尔广场。下午1时20分，首尔广场已经成为黄色的海洋，18万名追悼者头戴象征故人的黄色太阳帽，手持黄色气球前来参加路祭仪式。在国立合唱团合唱《迎魂声》，国立舞蹈团表演《镇魂舞》，朗诵悼词，演唱悼歌後，全场默哀，诵读遗书。现场大屏幕播放了追悼影片和卢武铉生前演唱《凭着爱》的歌声。下午2时，路祭在民众演唱向日葵的《以爱》歌声中结束。卢武铉的灵车在民众合唱的《晨露》、《为君行进曲》等歌声中缓缓驶向调整葬礼队伍的首尔站。:19-20
下午6时许，灵车抵达了水原火葬场。在遗体火化前，卢武铉的遗属们为他举行了天主教告别仪式。大约两个小时后，载着卢武铉骨灰的灵车开始向峰下村驶去。根据卢武铉的遗愿，他的骨灰将在“七七祭”后举行安葬仪式并立碑。在此之前，他的骨灰将被安放在设有他父母牌位的峰下村佛寺净土院。:20

## 家庭
卢武铉的夫人权良淑与卢武铉同是峰下村人，家境比卢武铉更加贫寒。她的父亲曾担任过书记，是个左派，因与朋友饮用掺有工业酒精的米酒而双目失明。朝鲜战争时，他涉嫌充当民工被迫长期服劳役，后在1971年死在狱中。权良淑半工半读完成了高中学业，但由于没钱交纳最后一个学期的学费而没有拿到毕业证书。权良淑从小就有很强的自尊心和自卑感，被村里人称为“傲气”的姑娘。两人于1973年1月在卢武铉故居结婚，婚后有一儿卢建昊和一女卢静研。:27-29:67-692014年4月13日，在韩国检方调查“朴渊次腐败门”事件时，权良淑和卢建昊被先后传唤接受调查:220。
- 儿子卢建昊（生於1973年5月），毕业于延世大学法律系，后在LG集团工作。在卢武铉当选总统6天后，即2002年圣诞节，卢建昊与延世大学的学妹斐正敏结婚。[1]:32
- 女儿卢静研（生於1975年），毕业于弘益大学历史系。她原本打算到英国留学，但遭到父母反对。后来她凭自己打工凑够了学费出国留学。2002年6月，卢静研留学回国后，凭自己的能力在英国驻韩国大使馆找到了一份工作。卢武铉当选总统后，由于其身份的变化不再适合大使馆的工作，不得不另谋职业。2003年2月8日，她与一名预备法官郭相彦结婚。[1]:31-33

## 選舉履歷
| 年度 | 選舉屆數            | 選舉區                   | 所屬政黨       | 得票數     | 得票率 | 當選標記 |
| ---- | ------------------- | ------------------------ | -------------- | ---------- | ------ | -------- |
| 1988 | 第13屆國會選舉      | 釜山直轄市東區           | 統一民主黨     | 53,075     | 51.00% |          |
| 1992 | 第14屆國會選舉      | 釜山直轄市東區           | 民主黨         | 30,397     | 32.25% |          |
| 1995 | 第1屆地方選舉       | 釜山廣域市長             | 民主黨         | 647,297    | 37.58% |          |
| 1996 | 第15屆國會選舉      | 首爾特別市鐘路區         | 民主黨         | 17,330     | 17.66% |          |
| 1998 | 7月補選（國會議員） | 首爾特別市鐘路區         | 新政治國民會議 | 26,251     | 54.44% |          |
| 2000 | 第16屆國會選舉      | 釜山廣域市北區、江西區乙 | 新千年民主党   | 27,136     | 35.69% |          |
| 2002 | 第16屆總統選舉      | 大韓民國                 | 新千年民主党   | 12,014,277 | 48.91% |          |

## 荣誉

### 韩国勋章奖章
- 无穷花大勋章（2008年1月31日[106]）

### 外国勋章奖章
- 民事功绩勋章颈饰（西班牙语：Orden del Mérito Civil (España)）（西班牙，2007年2月9日批准[107]）

## 评价
卢武铉是个坚守信仰，并为信仰积极奋斗的人:134-135。他最尊敬的人是美国第16任总统亚伯拉罕·林肯，并著有《卢武铉见到的亚伯拉罕·林肯》一书。他认为自己与林肯一样都是出身寒门，经过自学苦读成为律师，并在议员竞选多次落选后当选总统。此外，“南北统一”和“东西和解”的政治哲学也非常相似。卢武铉希望自己能像林肯那样以“低姿态的人，谦逊的权力”造就“强大的国家”:105:156。卢武铉在其回忆录中这样评价自己:156
|  | 也许我真的太理想主义了。但是如果说我是一个失败的总统就有点过分，说我是一个‘未能成功的总统’还比较合适。 |

### 正面评价
卢武铉一贯倡导“清廉政治”，虽然他的死涉及贪腐，但他在废除政治献金、根治选举腐败方面取得了很大的成效。李明博曾表示由于卢武铉的肃贪反腐国策，韩国政坛确实乾净多了，总统竞选也省去了许多募集政治选举金的麻烦，全国花在大选上的资金大幅下降。有观点认为卢武铉的死不是韩国民主的失败，而是韩国政治走向清廉的一个新起点。2013年韩国Research View开展的一份民调显示，在对朴正熙、金大中、卢武铉、李明博和朴槿惠5名韩国前任及现任总统的好感度调查中，卢武铉名列第一。
卢武铉在外交方面可圈可点。他顶住美国和国内保守势力的压力，继承了金大中时期民族和解的“阳光政策”。在他执政时期，朝鲜半岛中断了半个世纪的南北公路、海路和铁路实现了对接。南北双方实现了将军级对话，开通了海上军事热线。金刚山旅游和开城工业园区两个南北经济合作项目得到顺利地开展。在他卸任的前半年，卢武铉徒步跨过三八线与金正日举行了第二次南北首脑会谈，并签署了《南北关系发展与和平繁荣宣言》。卢武铉对美国的“自主外交”与“自主国防” 政策被韩国进步派廣泛讚譽，平衡韓美兩國的地位。
卢武铉执政期间，韩国经济保持了年均4%-5%的增长率，与周边国家和地区中比还算不错，与同为“亚洲四小龙”的台湾相比也不逊色。在他任期结束时，韩国实现了5年内人均GDP由1万美元增长到2万美元的目标。在任职期间，卢武铉还顶着三农（农业、农村、农民）的压力，完成了与美国自由贸易协议（FTA）的谈判。就连保守派都对此颇感惊讶，认为这是卢武铉在改善韩美关系上所做的唯一令人称道的事。此外，卢武铉还启动了与加拿大、澳大利亚和新西兰的FTA谈判:191。

### 负面评价
卢武铉执政期间主张“地区均衡”发展战略，并提出迁都计划。在迁都计划被宪法法院裁定违宪后，卢武铉又推出了《公共机关迁移案》，计划将首都圈的346个公共机关中的176个迁往地方，并为这176个搬迁机关建立约20处“革新城市”，旨在“推动首都地区与和地方的均衡发展，提高国家竞争力。该计划在李明博上台后，就无疾而终了。保守派认为，卢政府的“地区均衡”政策实际上是“平均分配主义”，打着公平的幌子，不顾效率，其实是浪费资源的低效率行为。反对派认为韩国房价在他执政期间飞涨，很大程度上是迁都计划和公共机关迁移政策导致的“房地产投机风”造成的。
在外交方面，韩国内保守势力认为卢武铉对朝鲜的经济援助方案是花国家的钱填补朝鲜的无底洞。他们甚至认为第二次会谈仍在平壤举行是北方对南方的羞辱，卢武铉为了自己或一党的私利去向金正日“叩头”、“行乞”。保守势力还认为卢武铉对美国的“自主外交”与“自主国防” 政策也是从个人理念的好恶出发，不将国家利益放在首位。

## 纪念
2017年5月25日，纪录片《我是卢武铉》在上映当天吸引观众78737人次，创下韩国纪录片首映票房之最。

## 相关影视作品
- 正義辯護人